# ニューメキシコ州

ニューメキシコ州
State of New Mexico
Estado de Nuevo México

州の愛称: 魅惑の地
Land of Enchantment

ニューメキシコ州（ニューメキシコしゅう、英: New Mexico、西: Nuevo México、"ヌエボ・メヒコ"）は、アメリカ合衆国の南西部にある州。州の北はコロラド州に接し、東側にはオクラホマ州とテキサス州に、西側はアリゾナ州に、南側はテキサス州およびメキシコとの国境に接している。また州の北西にはフォー・コーナーズがあり、そこでユタ州とも一点で接している。面積ではアメリカ合衆国で5番目に大きいが人口では36番目であり、人口密度では45番目になっている。美しい景観から「Land of Enchantment(魅惑/魔法の土地)」と通称される。
州都はサンタフェ、州内最多の人口を抱える都市はアルバカーキである。
| 家庭で話される言語（ニューメキシコ州） 2010 | 家庭で話される言語（ニューメキシコ州） 2010 | 家庭で話される言語（ニューメキシコ州） 2010 | 家庭で話される言語（ニューメキシコ州） 2010 | 家庭で話される言語（ニューメキシコ州） 2010 |
| ------------------------------------------- | ------------------------------------------- | ------------------------------------------- | ------------------------------------------- | ------------------------------------------- |
|                                             |                                             |                                             |                                             |                                             |
| 英語                                        | 英語                                        |                                             | 63.96%                                      | 63.96%                                      |
| スペイン語                                  | スペイン語                                  |                                             | 28.45%                                      | 28.45%                                      |
| ナバホ語                                    | ナバホ語                                    |                                             | 3.50%                                       | 3.50%                                       |

| 人種構成（ニューメキシコ州） 2010 | 人種構成（ニューメキシコ州） 2010 | 人種構成（ニューメキシコ州） 2010 | 人種構成（ニューメキシコ州） 2010 | 人種構成（ニューメキシコ州） 2010 |
| --------------------------------- | --------------------------------- | --------------------------------- | --------------------------------- | --------------------------------- |
|                                   |                                   |                                   |                                   |                                   |
| ヒスパニック                      | ヒスパニック                      |                                   | 46.3%                             | 46.3%                             |
| 白人                              | 白人                              |                                   | 40.5%                             | 40.5%                             |
| インディアン                      | インディアン                      |                                   | 9.4%                              | 9.4%                              |
| 黒人                              | 黒人                              |                                   | 2.1%                              | 2.1%                              |
| アジア系                          | アジア系                          |                                   | 1.4%                              | 1.4%                              |
| 混血                              | 混血                              |                                   | 3.7%                              | 3.7%                              |

## 歴史

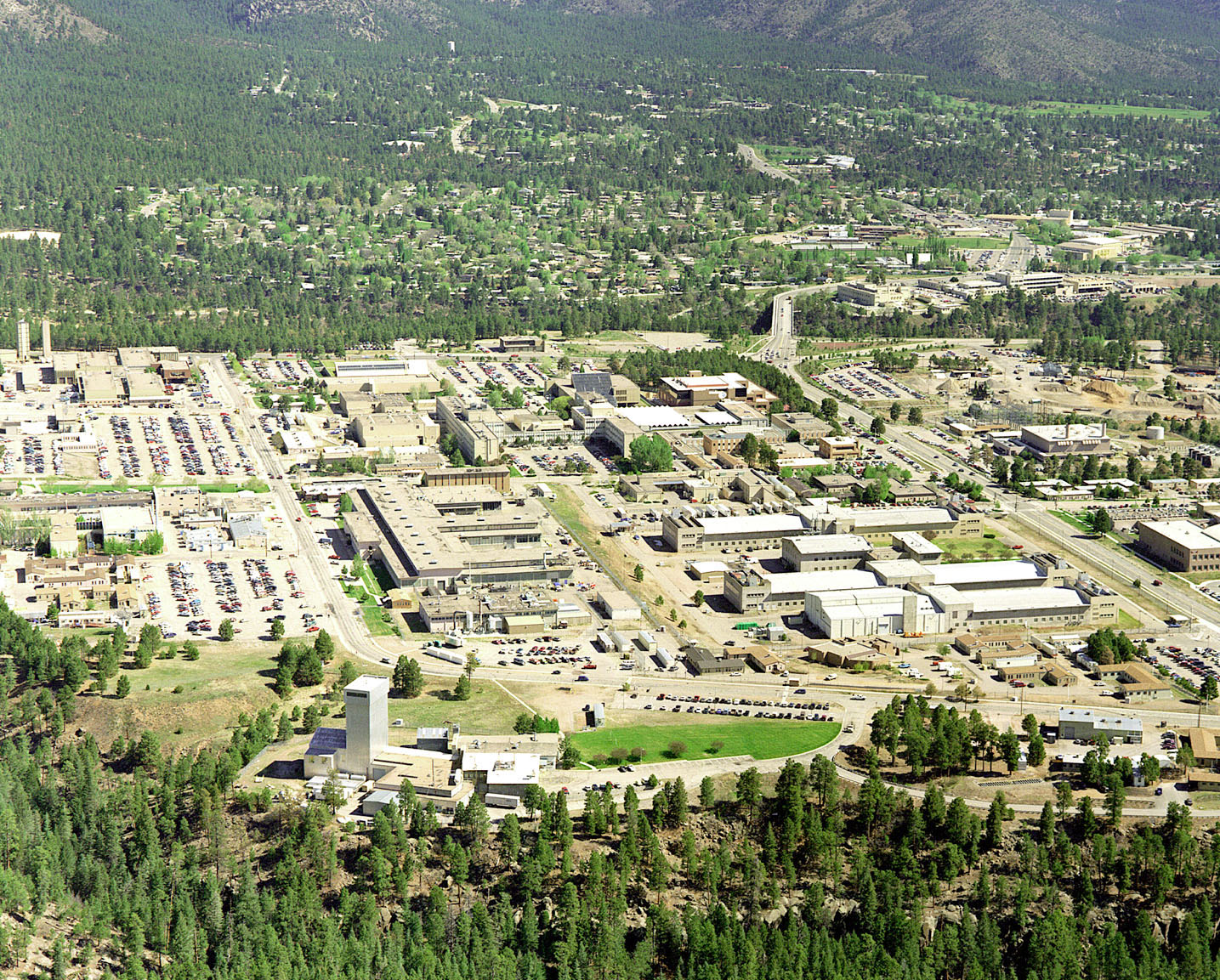
ロスアラモス国立研究所と ロスアラモスの町

ニューメキシコ州となった地域に住んだことが分かっている最初の住人はパレオ・インディアンのクローヴィス文化の人々だった:19。
その後、マギョウン文化やアナサジ文化のインディアンが住んだ:52。16世紀にヨーロッパ人と接触する時までにプエブロ人とナバホ族、アパッチ族、ユト族の集団の集落が造られた:6,48。
フランシスコ・バスケス・デ・コロナドが1540年から1542年にメキシコのコンポステラで巨大な遠征隊を作り上げ、マルコス・デ・ニサが物語った伝説のシボラの黄金七都市を探し、見つけようとした:19–24。ヌエボ・メヒコという名前は、1563年にメキシコのはるか北まで探検したフランシスコ・デ・イベラという金鉱の探求者が最初に使い、その発見してきた所が「ニューメキシコ」であるとして報告した。フアン・デ・オニャーテが1588年に新しいニューメキシコ植民地の初代知事に指名されたときに、公式にその名前を採用した:36–37。1598年、オニャーテはリオ・グランデ川沿いのオケイ・オウィンゲ・プエブロ近くに:37、この領域では初の恒久的ヨーロッパ人開拓地となるサンフアン・デ・ロス・カバレロス植民地を設立した。オニャーテはチワワのサンタバーバラから自分の植民地まで700マイル (1,120 km) も、カミノ・レアル・デ・ティエラ・アデントロ（内陸の王道）を延伸させた:49。
1608年ごろ、ロッキー山脈の南端にある支脈サングレ・デ・クリスト山脈の麓にサンタフェの町が設立された:182。この町は地域内の開拓地の大半とともに、プエブロの反乱の結果として、12年間スペインから見放された。プエブロの指導者ポペの死後、ディエゴ・デ・バルガスがこの地域をスペインの支配下に戻した:68–75。サンタフェが交易の中心として発展する一方で、戻ってきた開拓者が1706年に既にあった周辺集落からアルバカーキの町を設立した:84。アルバカーキという名前はヌエバ・エスパーニャの副王第10代アルバカーキ公爵フランシスコ・フェルナンデス・デ・ラ・クエバにちなんで名付けられた。
ヌエバ・エスパーニャの一部だったので、メキシコ独立戦争の後の1821年にメキシコが独立すると、ニューメキシコもその一部として継承された:109。テキサス共和国が1836年にメキシコから分離したときに、リオ・グランデ川東岸の部分の領有を主張した。テキサスはコマンチェリアによってニューメキシコと分離されており、その主張する領土を支配しようとした唯一の試みはテキサス・サンタフェ遠征だったが失敗した。ニューメキシコの最北端は当初フランスが支配していたが、1803年にルイジアナ買収の一部としてアメリカ合衆国に売却されていた。1800年までにスペイン人の人口は25,000人に達していたが、アパッチ族とコマンチェ族がヒスパニック系開拓者を襲い続け、アメリカ合衆国によって支配される時代まで続いた。
1846年から1848年の米墨戦争と1848年のグアダルーペ・イダルゴ条約の結果、メキシコがまだ入植をほとんど進めていなかった北部地域、今日アメリカ合衆国南西部と呼ばれる地域とカリフォルニアをアメリカ合衆国に割譲した:132。1850年妥協によって、テキサスが1,000万ドルと引き替えに、リオ・グランデ川東岸にある地域の領有権主張を取り下げた:135。アメリカ合衆国は1853年のガズデン購入によって、ほとんどが砂漠であるニューメキシコ南西部のブーツのかかと部分とアリゾナのヒラ川南部を獲得した。これはアメリカにとっては大陸横断鉄道の建設に関わる所だった:136。
アメリカ合衆国議会は1912年1月6日にニューメキシコを47番目の州として昇格させた:166。
第二次世界大戦の間、ロスアラモスで最初の原子爆弾が設計・製造され、ソコロとアラモゴードの間にあるホワイトサンズ実験場の砂漠で最初の核実験が行われた:179–180。
ニューメキシコ州は連邦政府の予算から恩恵を受けている。3つのアメリカ空軍基地、ホワイトサンズ・ミサイル実験場およびロスアラモスとサンディアにある国立研究所が州内にある。第二次世界大戦後、州の人口は急速に拡大し、1940年の531,818人から2000年の1,819,046人まで成長した。州内で雇用が拡大している分野には、電子工学、コールセンターおよびインディアン・カジノがある。

## 地理

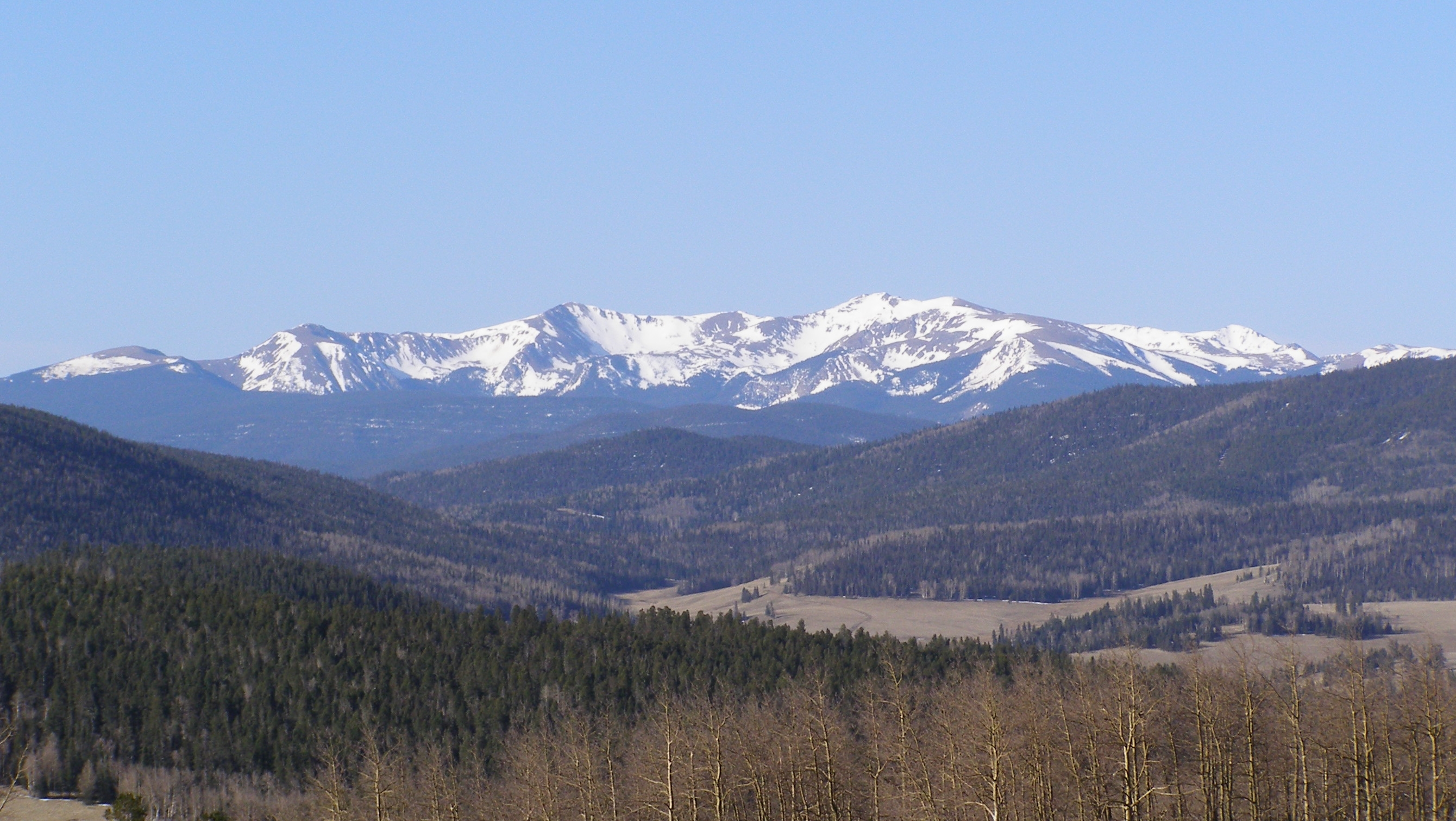
ウィーラー峰、サングレ・デ・クリスト山脈

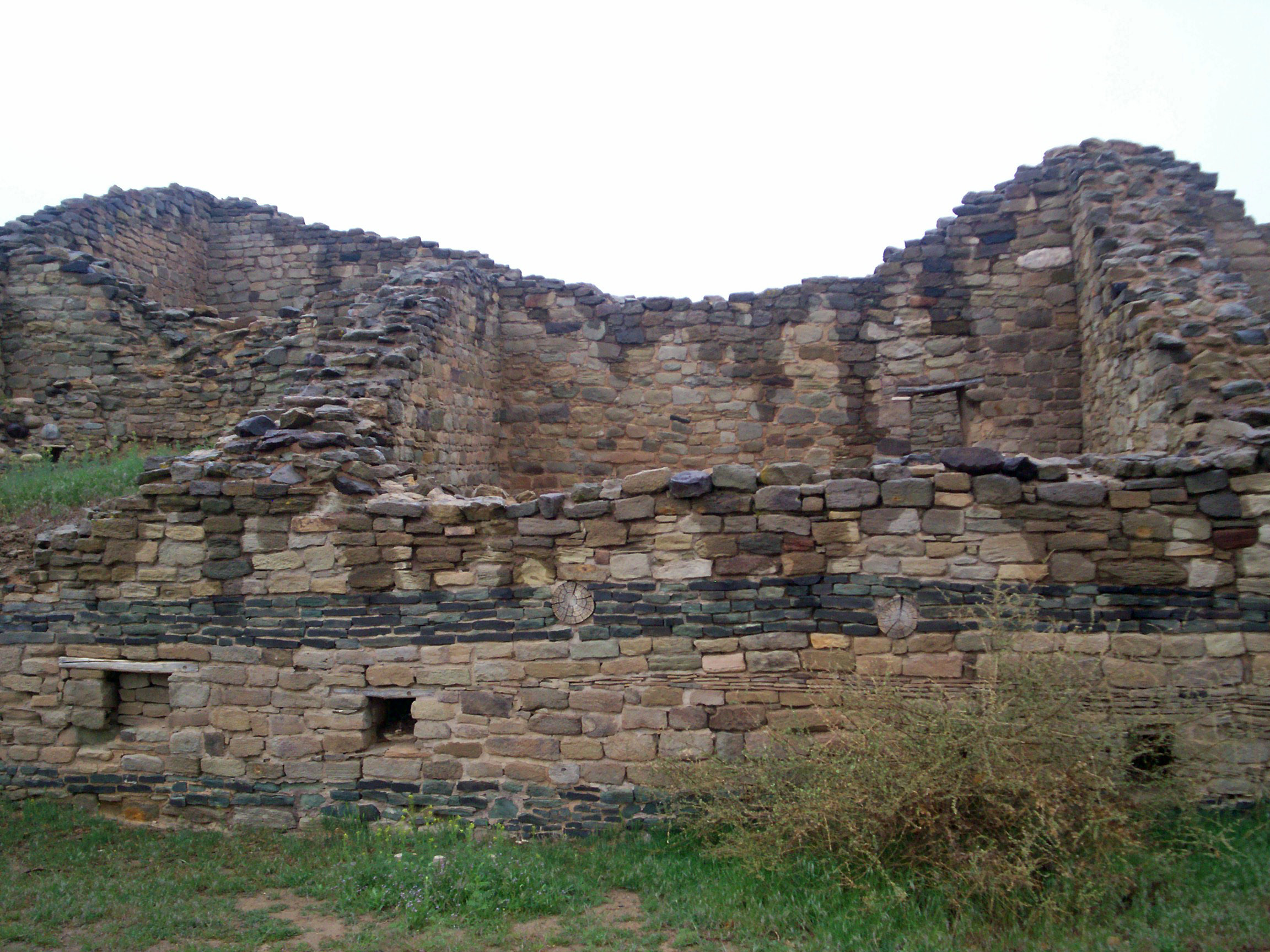
アステカ遺跡国立保護区

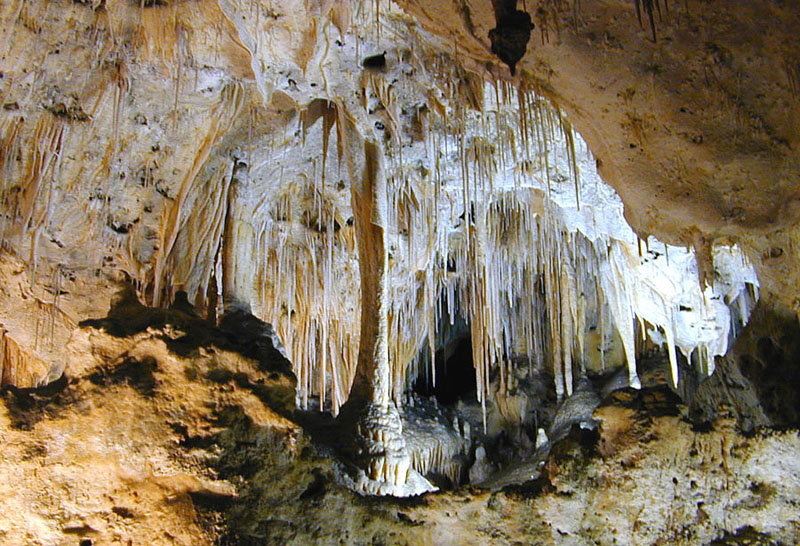
カールズバッド洞窟群国立公園

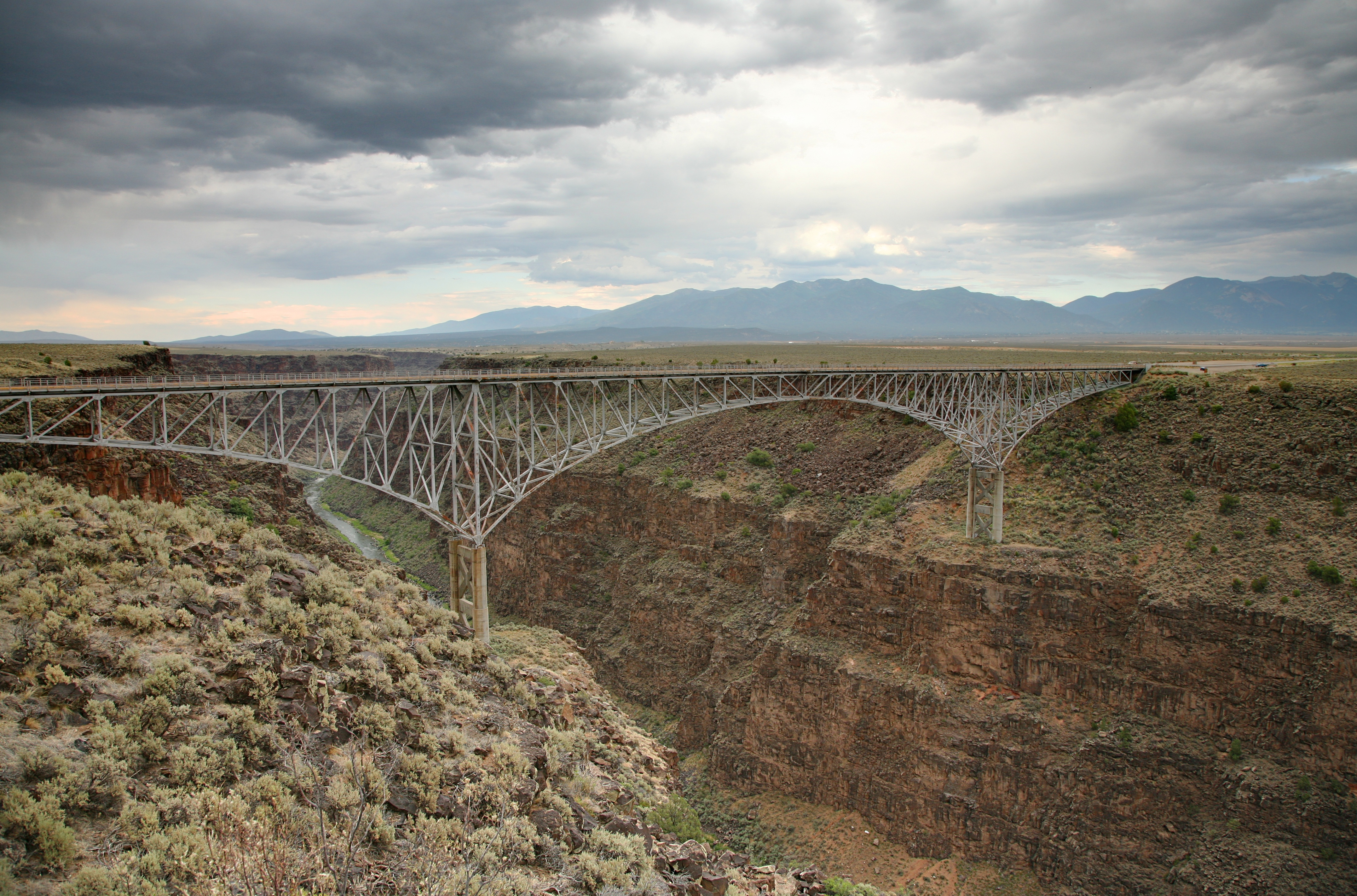
リオ・グランデ川峡谷

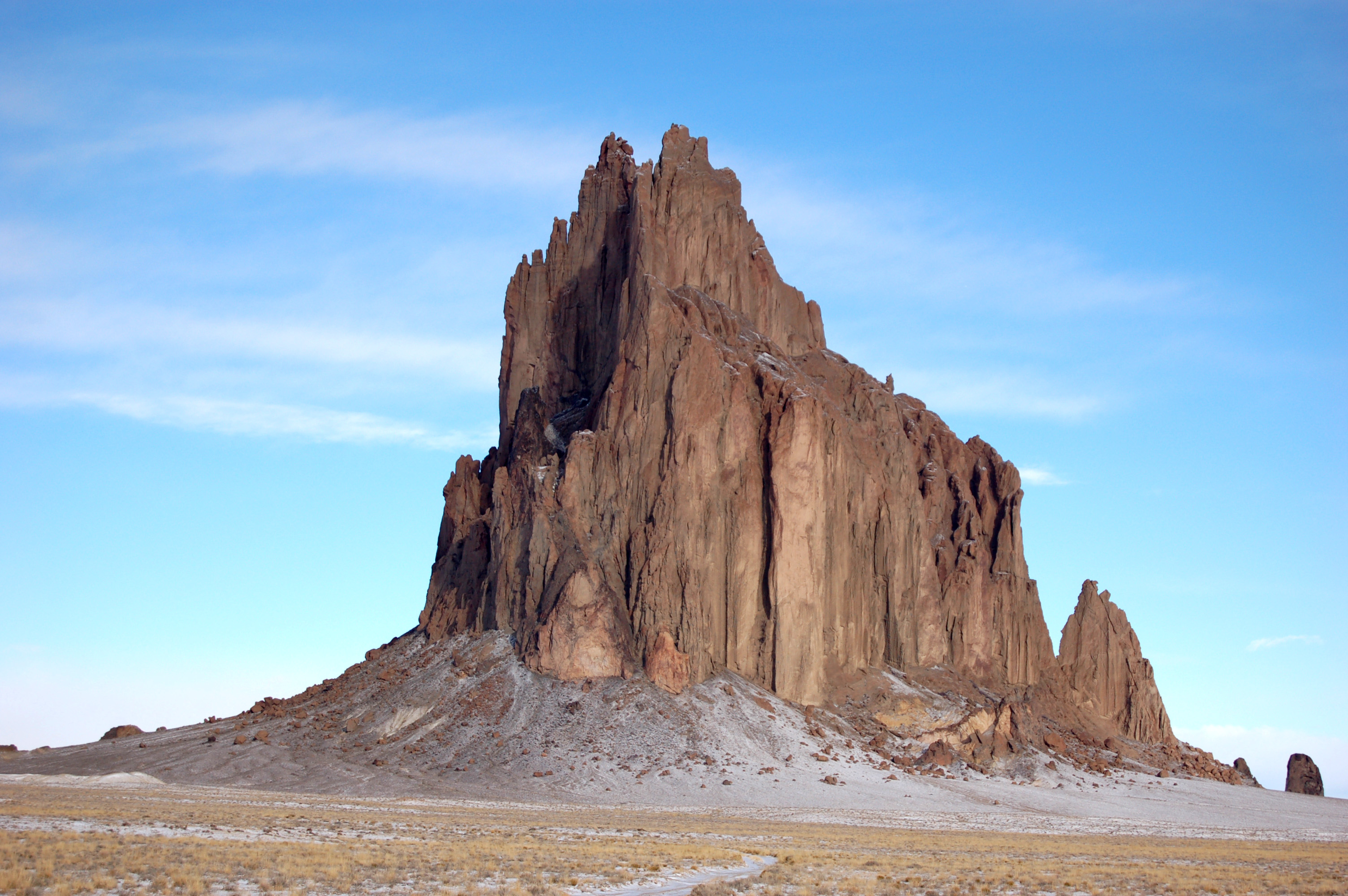
シップロック

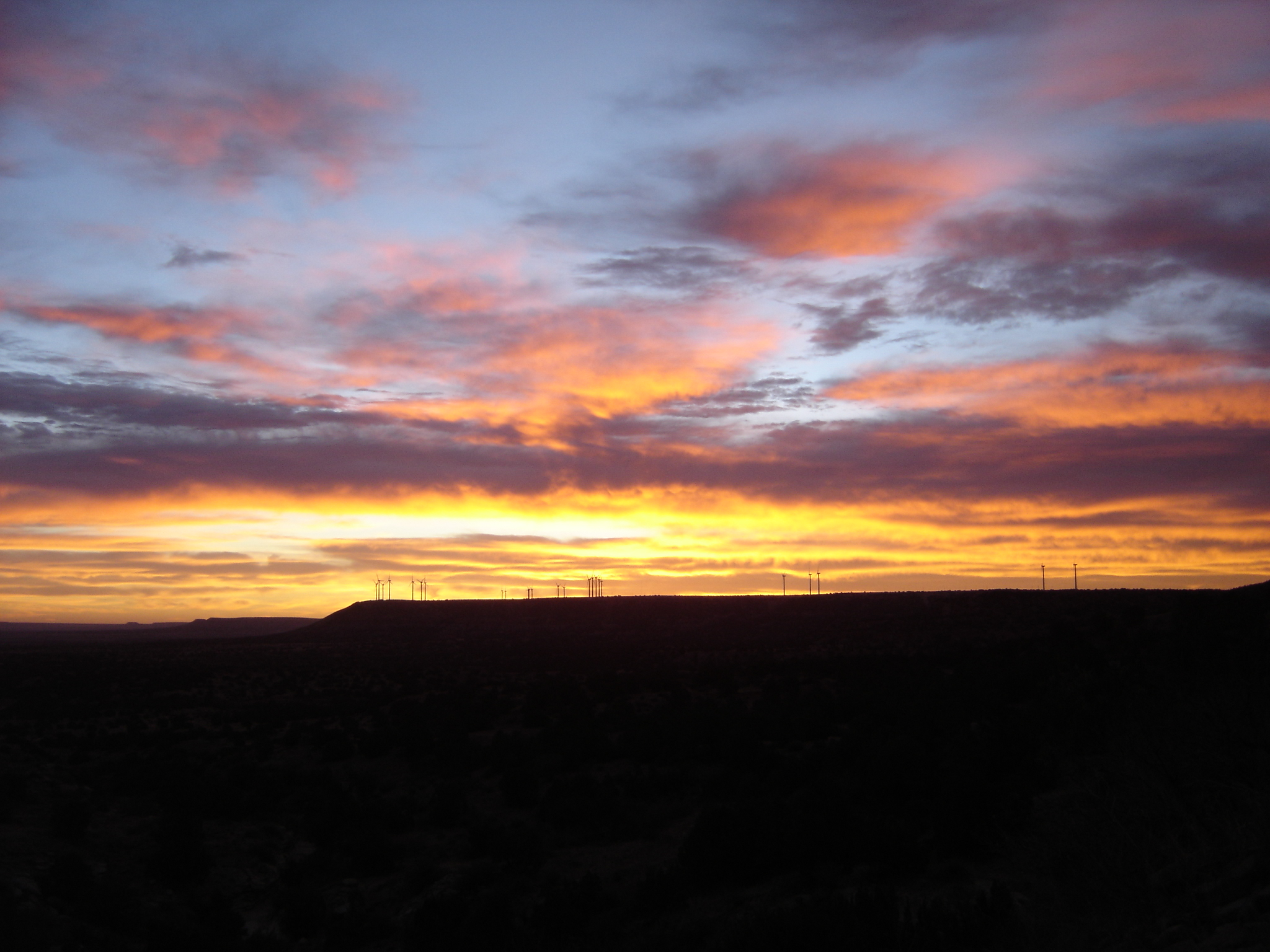
日の出のリャノ・エスタカードのキャップロック

ニューメキシコ州の面積は121,412平方マイル (314,460 km²) であり、アメリカ合衆国で5番目に大きい州である。
ニューメキシコ州の東部境界は西経103度でオクラホマ州と、西経103度の3マイル (5 km) 西でテキサス州と接している。テキサス州はまたニューメキシコ州南部境界の東側3分の2と接しているが、西側の3分の1にあたる「ブーツのかかと」（boot-heel）と呼ばれる南に突き出した部分はメキシコのチワワ州及びソノラ州と接している。このうちチワワ州と接する部分が90％を占めている。アリゾナ州との西部境界は西経109度3分にそっており、ワシントンD.C.からは経度の差で32度である。北は北緯37度でコロラド州と接している。北西の隅はフォー・コーナーズと呼ばれ、ニューメキシコ州、コロラド州、アリゾナ州およびユタ州が1点で接し、それらの州境が十字を作っている。ニューメキシコ州は大きな州ではあるが、水域が少ない。水域面積は約250平方マイル (650 km²) であり、陸地に対する比率は0.2％に過ぎない。
州の地勢は変化に富み、標高3,000 ft(914.4 m)の南東部カールズバッド市周辺の砂漠平原から、標高13,000 ft(3,962.4 m)のロッキー山脈南端となる州北東部タオス市周辺まで、河川、渓谷、山岳など地形は大陸生成の歴史をまざまざと見せている。乾燥した砂漠のイメージがあるが、特に北部の方は深い森林に覆われた山岳原生地がかなりの範囲に広がっている。ロッキー山脈の最南端であるサングレ・デ・クリスト山脈は、岩がちで田園部の北部で、リオ・グランデ川の東岸に沿ってほぼ南北に延びている。重要な河川はリオ・グランデ川、カナディアン川、サンフアン川、およびヒラ川である。リオ・グランデ川はアメリカ合衆国の中で4番目に長い川である。
連邦政府は合衆国国有林（United States National Forest）としてニューメキシコ州内に数百万エーカーの土地を保護している。国有林には以下のものがある。
- カーソン国有林
- シボラ国有林 Cibola National Forest（本部：アルバカーキ）
- リンカーン国有林 Lincoln National Forest
- サンタフェ国有林 Santa Fe National Forest（本部：サンタフェ）
- ヒラ国有林 Gila National Forest

アメリカ合衆国国立公園局が管理する地域には以下のものが含まれる。
- アズテカ遺跡国定公園 Aztec Ruins National Monument（アズテック）
- バンデリア国定公園 Bandelier National Monument（ロスアラモス）
- カプリン火山国定公園 Capulin Volcano National Monument（カプリン近郊）
- カールズバッド洞窟群国立公園（カールズバッド近郊）
- チャコ文化国立歴史公園（ナギージ Nageezi）
- カミノ・レアル・デ・ティエラ・アデントロ国立歴史道
- エル・マルペス国定公園 El Malpais National Monument（グランツ）
- エル・モロ国定公園 El Morro National Monument（ラマー Ramah）
- フォート・ユニオン国定公園 Fort Union National Monument（ワトラス Watrous）
- ヒラ・クリフ・ドウェリングス国定公園 Gila Cliff Dwellings National Monument（シルヴァーシティ近郊）
- オールド・スパニッシュ・トレイル国立歴史道
- ペコス国立歴史公園（ペコス Pecos）
- ペトログリフ国定公園 Petroglyph National Monument（アルバカーキ近郊）
- サリナス・プエブロ・ミッションズ国定公園 Salinas Pueblo Missions National Monument（マウンテネアー Mountainair）
- サンタフェ・トレイル国立歴史道
- ホワイトサンズ国定公園（アラモゴード近郊）
- シップロック

観光客は残っている先住民のプエブロを訪れることも多い。このことで州内に多くの金を落としていく。その他景観の良い地域として、カシャ・カツウェ・テントロックス国定公園、およびバレス・カルデラ国定保存地がある。ヒラ原生地は州南西部にある。

### 気候
ニューメキシコ州は年間340日も陽光に恵まれるという珍しい土地で、自然災害も非常に少ない。
雨が少なく乾燥しているので亜乾燥気候から乾燥気候であるが、大陸性あるいは高山気候の地域もある。州の気候の主な決定要因は標高にある。州の北端と南端の同じ高度の地域を比べると気温は1.6度(華氏3 °度)しか違わない。一方で、数マイルしか離れていないが4,000フィート（1,219メートル）の標高差がある地域を比べると、年間平均気温は8.3度(華氏15 °度)の差がある。
年間平均降水量は13.9インチ (353 mm) である。年間の平均気温は南東部の64 °F (18°C) から北部山岳地の40 °F (4°C) 足らずまで変化がある。
夏は、標高5,000フィート（1,524メートル）未満の地域では、日中の最高温度が頻繁に37.8度(華氏100°度)を超える。7月の平均最高気温は低地の97 °F (36°C) から高地の70 °F (21°C) 台後半までである。最も標高の高いところでも、夏期の標準最高気温は25度程度である。夏のピークは合衆国の他の地域よりも早く、7月と8月にはメキシコ湾からの季節風の湿気が入り込み、にわか雨を降らせる。夏期の夜間は、日没とともに急激に温度が降下するので過ごしやすい。
過去最高気温は1994年6月27日にラビングに近い廃棄物隔離実験プラントで記録された122 °F (50°C)、過去最低気温は1951年2月1日にガビランで記録された-50 °F (-45°C) である。
冬は州の緯度にしては意外と涼しく、最高温度は南部の低地でも13度程度で、北部の高地でかろうじて零下になる。しかし夜間との温度差は激しく、州全体を通じて最低気温は零下になることも珍しくない。おおむね州の降雨量は標高につれて増加する。南部の砂漠とサンフアン・ヴァレーでは降雨量が年間250ミリ未満なのに対し、高地では年間500ミリ以上の降雨量を記録する。州全体のほとんどの降雨は7月と8月の季節風がもたらす。例外として、州の西側は他の地域よりも冬期の降雨量が多い。高地では積雪も珍しくない。
7月と8月の激しい雷雨は自然災害をもたらすことがある。北東部がもっとも影響を受けやすく、年間平均70日もの雷雨にさらされる。これは、フロリダ州のメキシコ湾岸地域と、コロラド州の隣接した地域を除くアメリカ合衆国の他のどの地域よりも多い。これらの雷雨はつかの間だが、強風、あられ、雷を伴い、突発的な洪水を起こすこともある。竜巻も珍しくはなく、主に州の東部で起こりやすい。ごくまれに、東のメキシコ湾と西のカリフォルニア湾の両方からもたらされる熱帯性低気圧の残りが州の天候に影響を及ぼすことがあり、通常は風を伴わない激しい大雨が降る。

## 人口動態

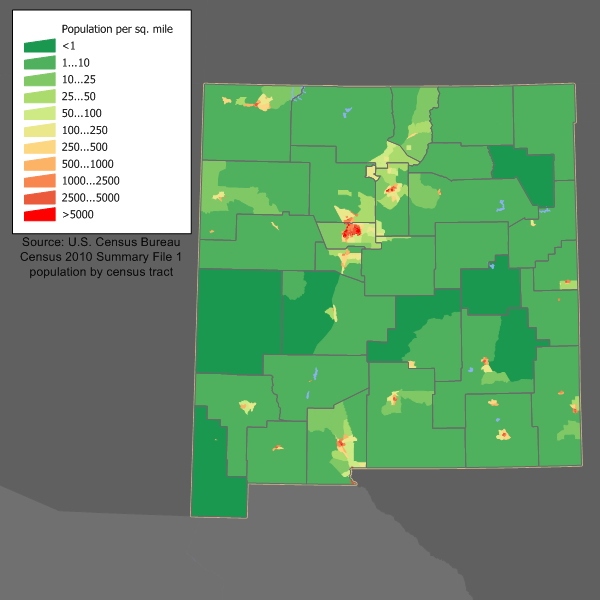
人口密度図

2020年国勢調査時点で、ニューメキシコ州の人口は2,117,522人であり、2010年より58,343人、すなわち2.83%増加していた。
ニューメキシコ州の人口重心はトランス郡マンザノ町付近となっている。
人口を年齢層で見ると、5歳未満7.5％、18歳未満25.3％、65歳以上13.1％となっている。女性の比率は50.7％である。
2000年現在、この州の住民の8.2%は外国生まれであり、スペイン植民地時代の子孫や最近ラテンアメリカから移民してきた人々を含めヒスパニック人口が46％（2010年推計）と全国一の高さである。州民の2%以上は不法在留外国人である。メキシコ合衆国より雇用を求め密入国する人が後を絶たない。

### 人種及び祖先
ニューメキシコ州は、インディアンとスペイン系の植民者とラテンアメリカからの移民を合わせたヒスパニック系の人口の最も多い州である。また、ナバホ族やプエブロ族、アパッチ族など「インディアン」として連邦認定されたインディアンたちの保留地が存在するため、インディアンの総人口に対する比率が比較的高く、アラスカ州に次いで国内第2位である。サンタフェ・デ・ヌエボ・メヒコ時代にさかのぼるスペイン系の植民者の子孫であるイスパーノス（Hispanos）は北部、中部、北東部に集中している。より歴史の浅いメキシコからの移民は、合法・非合法を問わずニューメキシコ州南部に多く居住している。アメリカ、スペイン、メキシコ、そしてインディアンを祖先とするニューメキシコ州民は、ニューメキシコ州の風土と文化に強い影響を及ぼしている。
ニューメキシコ州の人種的構成は以下の通りである。
- 46.3% ヒスパニック
- 44.7% ヒスパニック以外の白人
- 9.4% インディアン
- 2.1% 黒人
- 1.4% アジア系
- 0.1% 太平洋諸島系
- 15.0% その他人種
- 3.7% 混血

2000年国勢調査での申告による祖先の出身国で分けた人口構成は:6、スペイン系/ヒスパニック (18.7%)、メキシコ系 (16.3%)、インディアン (10.3%)、及びドイツ系 (9.8%)である。

### 言語
2000年国勢調査に拠れば、5歳以上の州民の28.76％は家庭でスペイン語を話しており、4.07％はナヴァホ語を話している。ニューメキシコのスペイン語方言を話す者は主に16世紀から18世紀にこの地域に来たスペイン人開拓者の子孫である。
スペイン語が広く使用されているため、スペイン語が英語に次ぐニューメキシコの公用語であると考えられることが多い。1912年に合衆国に加盟した時点ではバイリンガルな州政府が短期間存在したが、現在のニューメキシコ州法は公用語を指定していない。しかし選挙の投票用紙や運転者のためのマニュアルは英西2カ国語で印刷されており、1995年にはバイリンガル州歌『ニューメキシコ・ミ・リンド・ヌエボ・メヒコ』（"New Mexico-Mi Lindo Nuevo México")が選ばれた。
1912年に制定された州憲法ではバイリンガルの政府を想定し、法律は英語とスペイン語の双方で出版されていた。この規定は1931年と1943年の2度書き換えられた。それでも、州憲法は「公式言語」としてどの言語も定めてはいない。1935年まで議会ではスペイン語が容認されたが、州の全ての役人は英語に関する知識を持つように求められている。言語学者のコバールビアスとフィッシュマンは、ニューメキシコ州が2つの言語で全ての法律を印刷していないので、バイリンガルとは考えられないと主張している。フアン・ペレアなどは1953年までバイリンガルだったと述べている。いずれにしても、アメリカ合衆国の州の中で、ハワイ州のみが21世紀に入っても公式にバイリンガルを続けている。
司法制度に関しては、証人は2つの言語のどちらでも証言する権利があり、スペイン語しか話さない者でも英語を話す者と同様に陪審員を務める義務があると考えられている。高校教育では両言語による教育を行うことと、生徒の多数がヒスパニックである教育学区ではスペイン語を話す教師がいることを憲法で定めている。
1989年、イングリッシュ・プラスを採択した初めての州となり、2008年には公立学校でナヴァホ語の教科書を採用した。

### 宗教

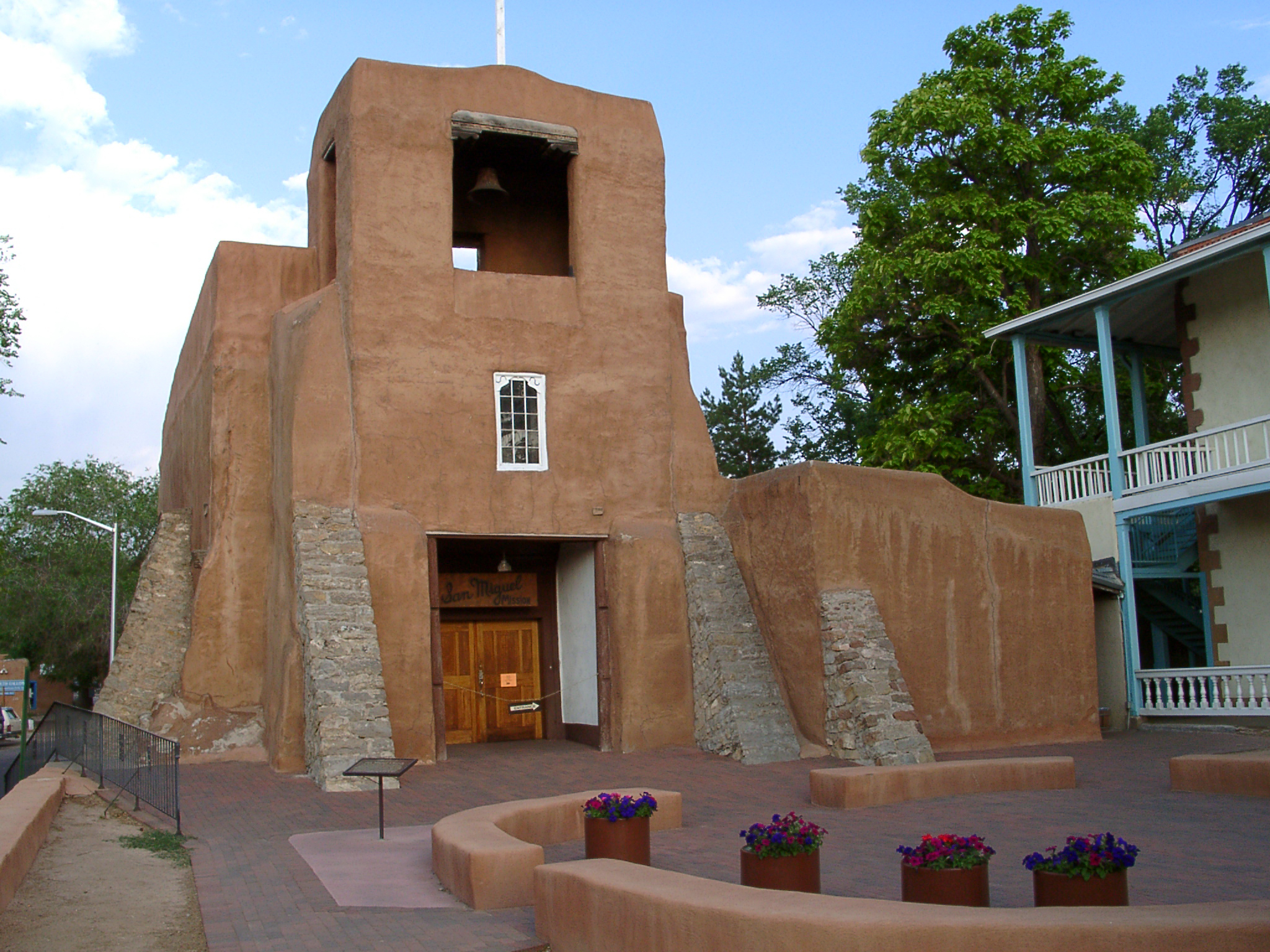
サンタフェにあるサンミゲル礼拝堂、1610年に建設されたアメリカ合衆国最古の教会建築

ニューメキシコ州は西部諸州の中でカトリック教徒の比率が最も高い。また他のアメリカ合衆国西部の多くの州と同じく、無宗教を主張する住民の比率が全国平均より高くなっている。
- キリスト教 – 68%
  - ローマ・カトリック – 26%
  - プロテスタント – 42%
    - メインライン・プロテスタント – 15%
    - 福音主義派 – 25%
    - 他のプロテスタントまたは一般的なプロテスタント – 2%
- モルモン教 – 3%
- ユダヤ教 - 2%
- 仏教 - 2%
- 他の宗教 – 3%
- 無宗教 – 22%

アメリカ宗教団体統計学者協会による報告書では、2000年における最大宗派はカトリック教会の670,511人、続いて南部バプテスト連盟132,675人、モルモン教42,261人、統一メソジスト教会41,597人となっている。

## インディアン部族

ジア・プエブロ族は、このニューメキシコ州の州旗の意匠がジア族の「太陽の象徴」の無断盗用であるとして州に抗議している

この地に先住するインディアン部族は、「プエブロ族」のような定住農耕民と、「アパッチ族」のような（元）移動略奪民とが混在している。
定住農耕民の集落は、日干しレンガで造ったアドビ建築と呼ばれる重層式の住居で知られ、16世紀にこの地に入り込んできたスペイン人によって「プエブロ（スペイン語で「村」のこと）族」と名付けられた。彼らは「キヴァ」という地下礼拝室を村の中心に置き、トウモロコシの栽培を中心とした定住農耕生活を代々営んでいる。工芸品に秀でた文化を持ち、陶芸品や銀加工、「インディアン・ジュエリー」などは日本でも人気が高い。
プエブロの神話は、「太古に彼らの祖先が地底から現れた」という共通のモチーフを持っていて、周辺部族のナバホ族にも影響を与えている。定住民である彼らの使う太鼓は、平原インディアンの「うちわ太鼓」と違い、筒状の「片面太鼓」で、円形に踊る際は、平原インディアンとは逆に時計回りに踊るのが特徴である。
17世紀にスペイン人はプエブロ民をキリスト教に強制改宗しようとし、数度にわたって村を焼き払い、部族民を虐殺、「プエブロの反乱」を引き起こした。また、「アパッチ族」や「コマンチ族」、「ナバホ族」などの周辺略奪部族にも食いものにされてきた。こうしてかつて20を超えるプエブロ集落があったが、現在アメリカ連邦政府から部族認定され、保留地（Reservation）を領有するプエブロは18部族となっている。「ポホアケ族」のように、20世紀になって「復活」した部族もある。
住居と農耕文化を持つプエブロ民は、移動採集狩猟文化のインディアン部族よりも堅固にその文化を守り続けてきた。スペイン人やアメリカ政府によってキヴァが破壊され、弾圧されてきたにもかかわらず、現在も部族それぞれの伝統宗教が固く守られ、キリスト教と両立させて年中行事が行われている。現在、アルバカーキに「インディアン・プエブロ文化センター」が設置され、伝統的な行事はインディアン以外の観光客も観ることが出来る。「コチティ族」のように、部族によっては観光客をもてなすものもあるが、「ヘメス族」のように村への立ち入りを禁止しているものもある。
≪アメリカ連邦政府が公式認定している部族・団体≫
- 「プエブロ族」（総数18部族）
  - 「サンディア族」
  - 「サンタ・アナ族」
  - 「サンタ・クララ族」
  - 「ジア族」
  - 「サン・ファン族（オーカイ・オウィンゲ族）」
  - 「サント・ドミンゴ族」
  - 「テスケ族」
  - 「タオス族」
  - 「ヘメス族」
  - 「ラグナ族」
  - 「ナンベ族」
  - 「ピキュリス族」
  - 「ポホアケ族」
  - 「サン・フェリペ族」
  - 「サン・イルデフォンソ族」
  - 「イスレタ族」
  - 「コチティ族」
  - 「アコマ族」
- 「メスカレロ・アパッチ族」
- 「ヒカリア・アパッチ族」
- 「ラマー・ナバホ族」
- 「ズニ族」

≪アメリカ連邦政府に公式認定を要求中の部族・団体≫
- 「チェロキー族・アルバカーキ分区」
- 「ナバホ族・カノンチート・バンド」
- 「ピロ・マンソー・ティワ・インディアン部族[36]」
  - 「サン・ファン・デ・グアダルーペ・プエブロ・バンド」
  - 「グアダルーペ・プエブロ・バンド（ティワ族）」

### 国家の犠牲地域
ニューメキシコ州のインディアン保留地一帯はアメリカの核兵器開発と原子力産業の中枢となっており、全米科学アカデミーはこの地を「国家の犠牲地域」（National Sacrifice Area）のひとつに指定している。
広島と長崎に投下された原子爆弾は、同州一帯の「フォー・コーナーズ」にあるナバホ族、ホピ族、プエブロ族、山岳ユテ族の保留地から、アメリカ連邦政府によってほぼ部族に無断で採掘されたウラニウムを精製して製造され、メスカレロ・アパッチ族と西ショーショーニー族、南部パイユート族の保留地で爆発実験された。この際に生み出された放射性副産物質は、サン・イルデフォンソ・プエブロ族とサンタクララ・プエブロ族の保留地に格納された。
1990年に、アメリカの原子力産業施設の高レベル放射性廃棄物の「保管所」探しが関係当局の懸案となり、ニューメキシコの「メスカレロ・アパッチ族」、オレゴンとネバダの州境の「パイユート・ショーショーニー族」、ユタのスカルバレーの「ゴシュート族」、オクラホマの「トンカワ族」の保留地が候補に挙がった。全米から高レベル放射性物質が陸上輸送されるこの計画受け入れ先には、2億5千万ドルの関連補助金が提示された。これに「メスカレロ・アパッチ族」部族会議議長が名乗りを上げたため、この計画に反対する部族民と部族会議が対立して騒然となった。かなりの不正が指摘された部族国民投票まで行われ、95年にはほぼ頓挫。この計画は隣州の「ゴシュート族」、「ショーショーニー族」に持ち込まれることになった。
同州からアリゾナ州にかけて、ナバホ族の保留地ではウラニウムの採掘が、1940年代から1980年代にかけて行われた。採掘当初は白人業者はその危険性を部族に全く知らせず、採掘残滓を彼らの伝統住居の「ホーガン」の材料に勧めさえした。以後、ナバホ族やプエブロ族、その他周辺のインディアンの癌・腎臓病発症率が異常増加し、深刻な社会問題となっている。
2009年10月26日、同州のアコマでこの問題についてのフォーラムが開催され、周辺インディアンの罹病状況と補償の不備が報じられた。同地ではウラン価格が急落した1980年代後半に、一度ウラン採掘業は打ち切られかけたが、現在、投機的要素を含んで多数の関連企業が再び鉱脈の物色を始めており、周辺インディアンはウランの採掘再開に激しく抵抗している。

### インディアンとエネルギー計画
合衆国政府は2002年から2008年にかけて、全米の約100のインディアン部族に対し、「部族エネルギー計画（Tribal Energy Program）」として、「太陽光発電」などの大規模プラントの建設を伴うエネルギー計画の、合計1650万ドルに上る資金の供給を行っている。2005年には連邦法によって、年次最大2000万ドルの支出が認可された。「太陽光発電」などの「再生可能エネルギー」への取り組みは、全米平均の2倍の失業率に苦しむ多くのインディアン国家の、収入確保への新しい試みとして注目されている。
カリフォルニア州サンディエゴの「キャンポ・クメヤーイイ族」はこれに基づき、保留地に50メガワット級の風力発電プラントを建設した。2010年現在、クメヤーイイ族は「サンディエゴ・ガス電力社」と共同で、160メガワット級の第2の風力発電プラントの建設を計画中である。
2010年1月23日、同州の「ヘメス・プエブロ族」は、彼らの保留地内での、アメリカ初の太陽光発電プラントの4年越しの建設計画の実行合意を公表した。ジェームズ・ロジャー・マダレナ元部族知事はこの計画について、「我々にはちっぽけなコンビニエンスストア以外、何の収入もない。この計画は何世代も環境にひどい影響を与えるようなこともない、斬新かつ創造的な決定打だ」とコメントした。計画では30エーカー（約0.1214 km²）の敷地に、14850基のソーラー・パネルが設置され、4メガワット（600軒分の家庭電力に相当）の発電電気が契約者に販売される予定である。

### インディアン・カジノ

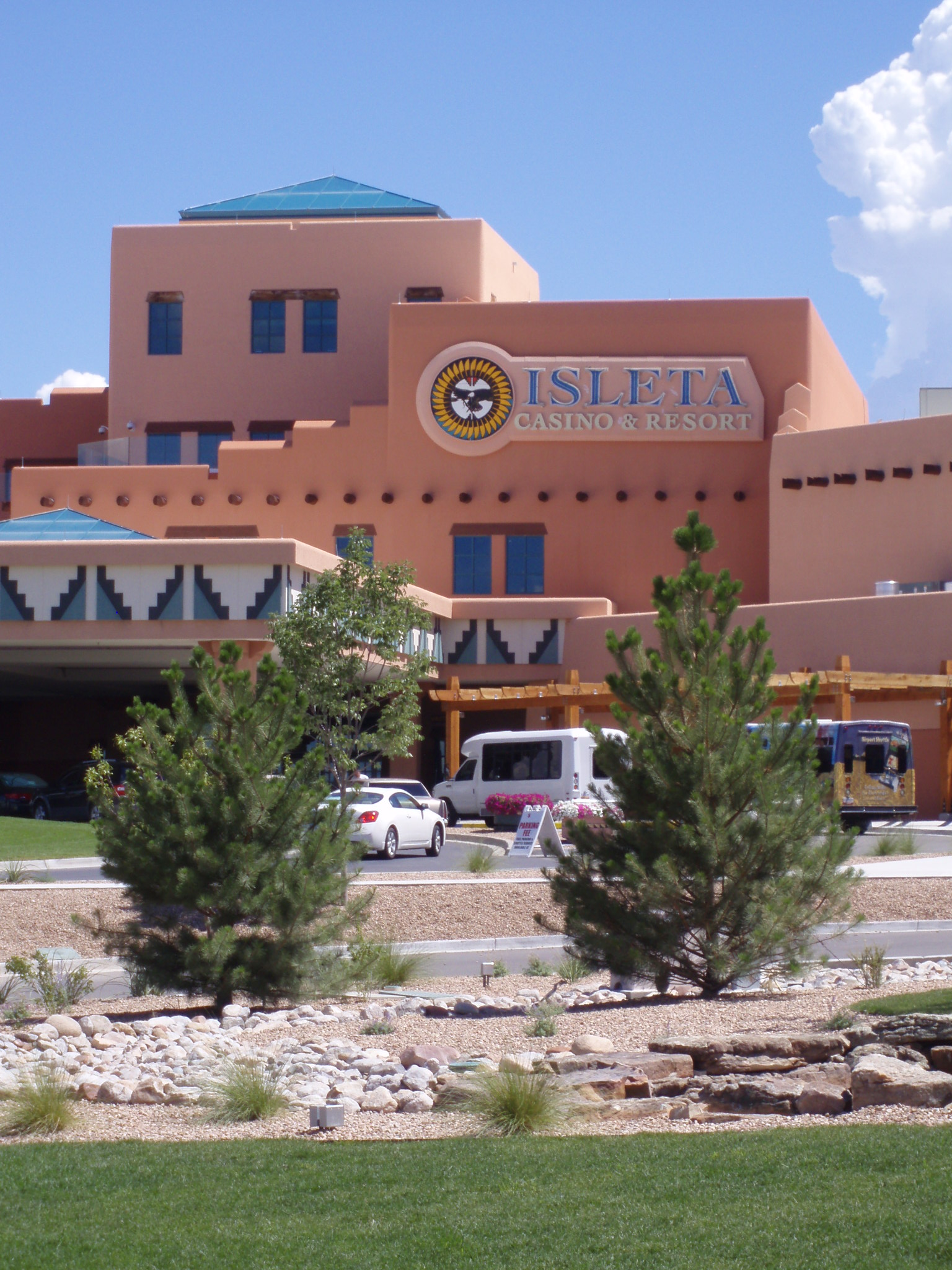
イスレタ・カジノ&リゾート

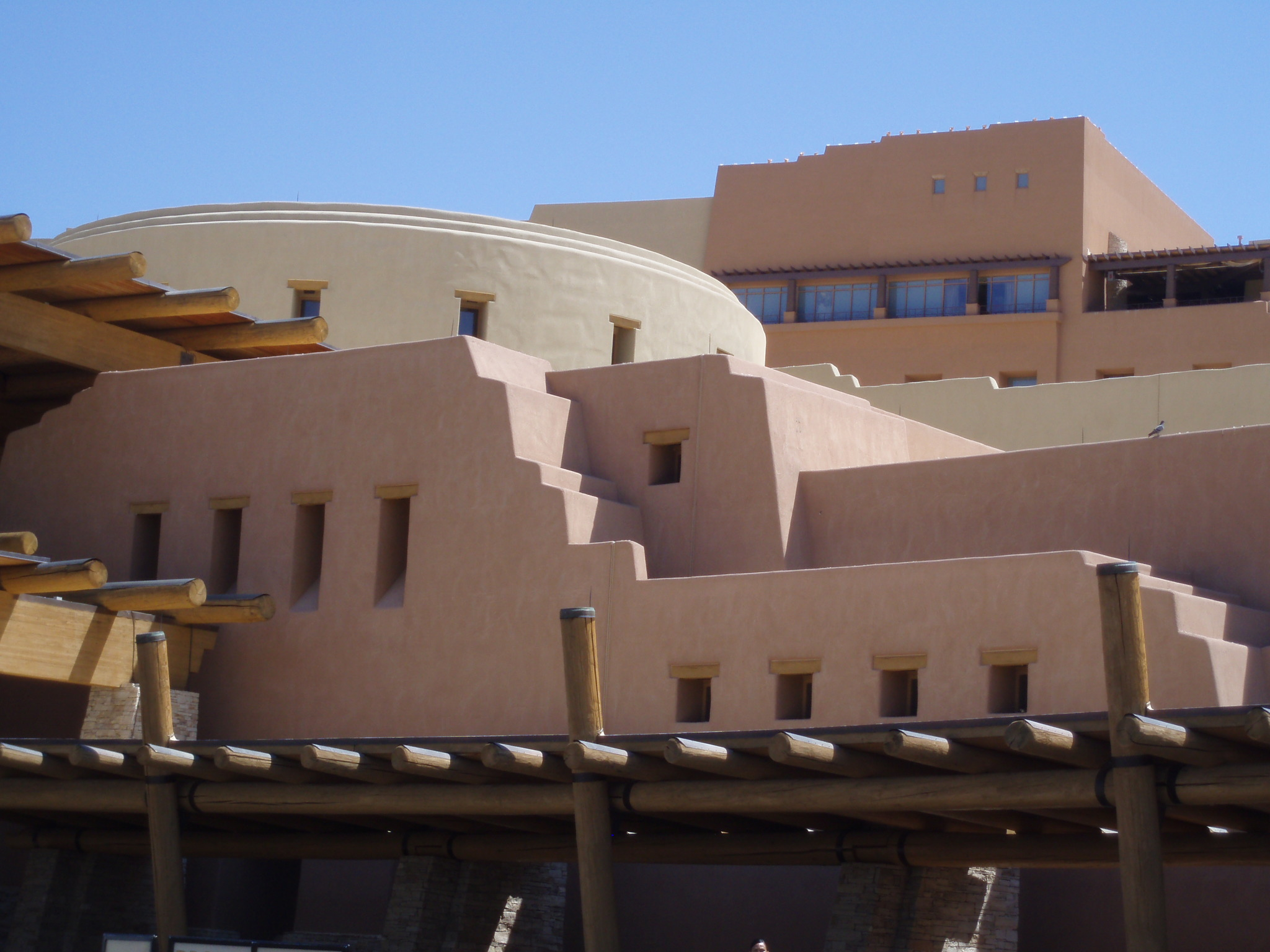
サンディア・カジノ&リゾート

2009年10月6日、「シル砦アパッチ族は」彼らの「アパッチ母国のカジノ」で4月から9月17日まで、週に三日単位で開催していたビンゴ場を閉鎖した。「全米インディアン賭博」は、このビンゴ場が協約違反であるとして営業差し止めと罰金2万5000ドルを部族に要求していた。「インディアン賭博規制法」では、インディアンが行う賭博について、賭け率の度合いなどによって3等級に分けて許諾基準を設けている。
2008年、「ヘメス・プエブロ族」は彼らのインディアン・カジノ建設計画が内務省に、「カジノ予定地が彼らの保留地から遠いこと」を理由に却下された。
2009年、「イスレタ・プエブロ族」の「イスレタ・カジノ&リゾート」は、「ハード・ロック・カフェ」と業務提携を結び、同州唯一のハード・ロック・カジノとなった。同州では三つの部族グループがインディアン・カジノを運営している。
- プエブロ族
  - 「イスレタ族」
    - 「イスレタ・カジノ&リゾート」（2010年春より「ハード・ロック・カジノ」に店舗拡大）
    - 「西の宮殿」

  - 「ラグナ族」
    - 「国道66号線カジノ」

  - 「サンディア族」
    - 「サンディア・カジノ&リゾート」

  - 「ラグナ族」
    - 「カジノ・エクスプレス」
    - 「踊る鷲のカジノ」

  - 「サンタクララ族」
    - 「大きな岩のカジノ・ボウル」

  - 「サン・ファン族」
    - 「オーカイ・カジノ」

  - 「ポホアケ族」
    - 「バッファローと雷のリゾート&カジノ」
    - 「黄金都市のカジノ」
    - 「キックス66」

  - 「テスケ族」
    - 「ラクダの岩のカジノ」

  - 「サン･フェリペ族」
    - 「サン・フェリペのカジノ・ハリウッド」

  - 「サンタ･アナ族」
    - 「サンタ・アナ・星のカジノ」

  - 「タオス族」
    - 「タオス・山のカジノ」

  - 「アコマ族」
    - 「空中都市のカジノ」
- アパッチ族
  - 「シル砦アパッチ族」
    - 「アパッチ母国のカジノ」

  - 「メスカレロ･アパッチ族」
    - 「カジノ・アパッチ・旅行センター」
    - 「山の神のリゾート&カジノ・ホテル」

  - 「ヒカリア･アパッチ族」
    - 「アパッチ・ナゲット・カジノ」
    - 「西部最良のヒカリア・ホテルとカジノ」
- ナバホ族
  - 「炎の岩のナバホ・カジノ」

## 主要な都市と町、郡

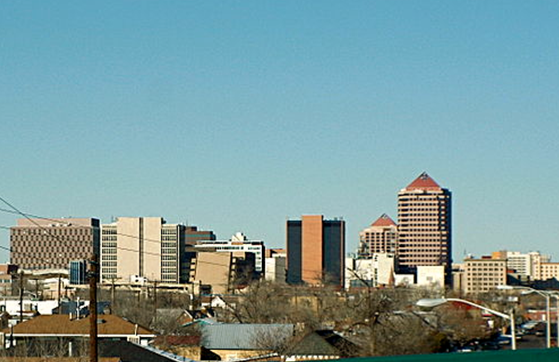
アルバカーキ

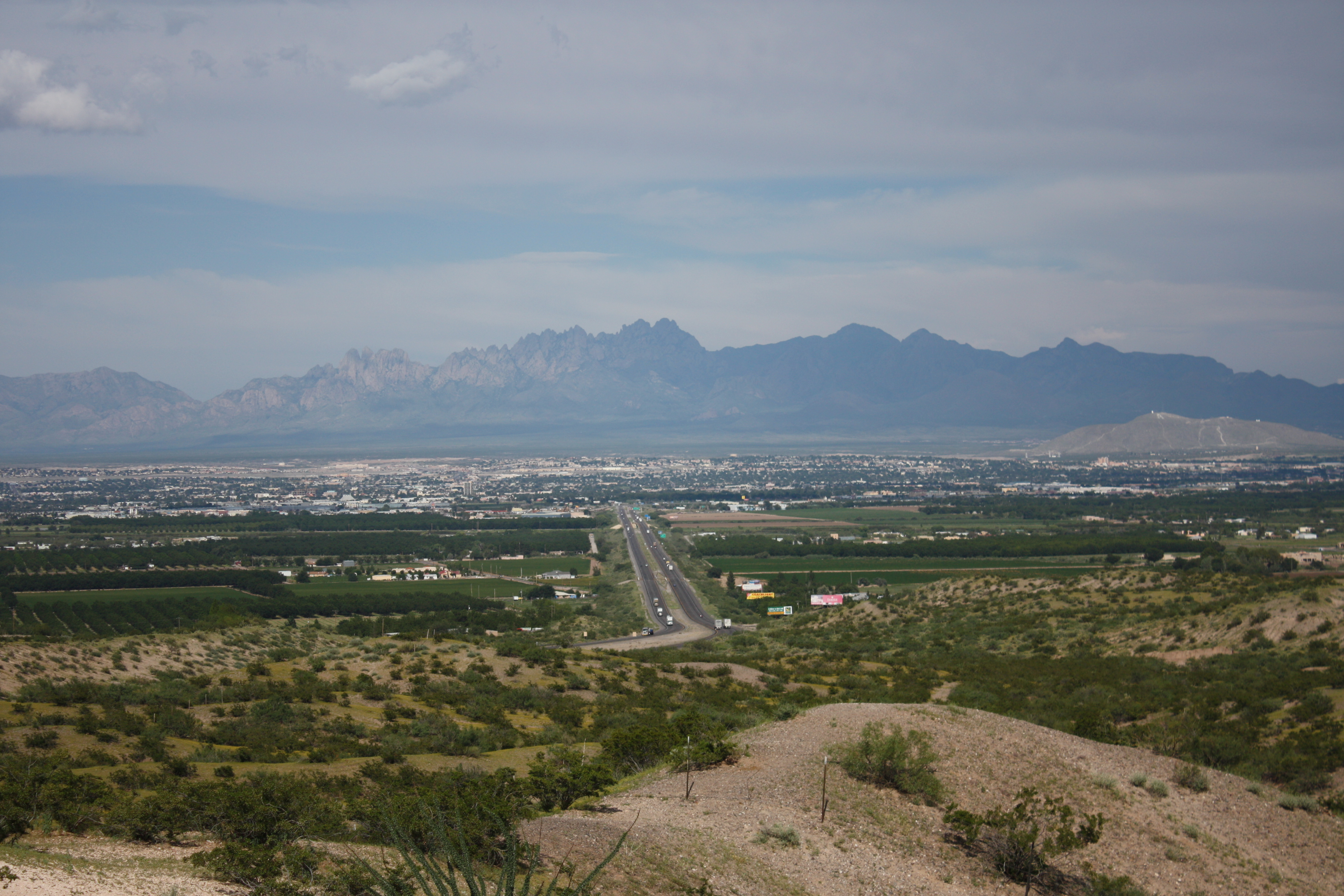
ラスクルーセス

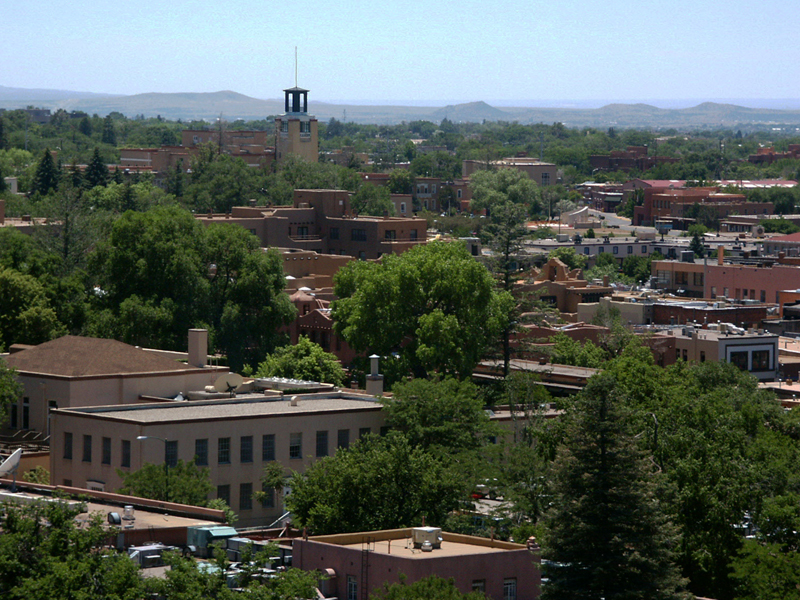
サンタフェ

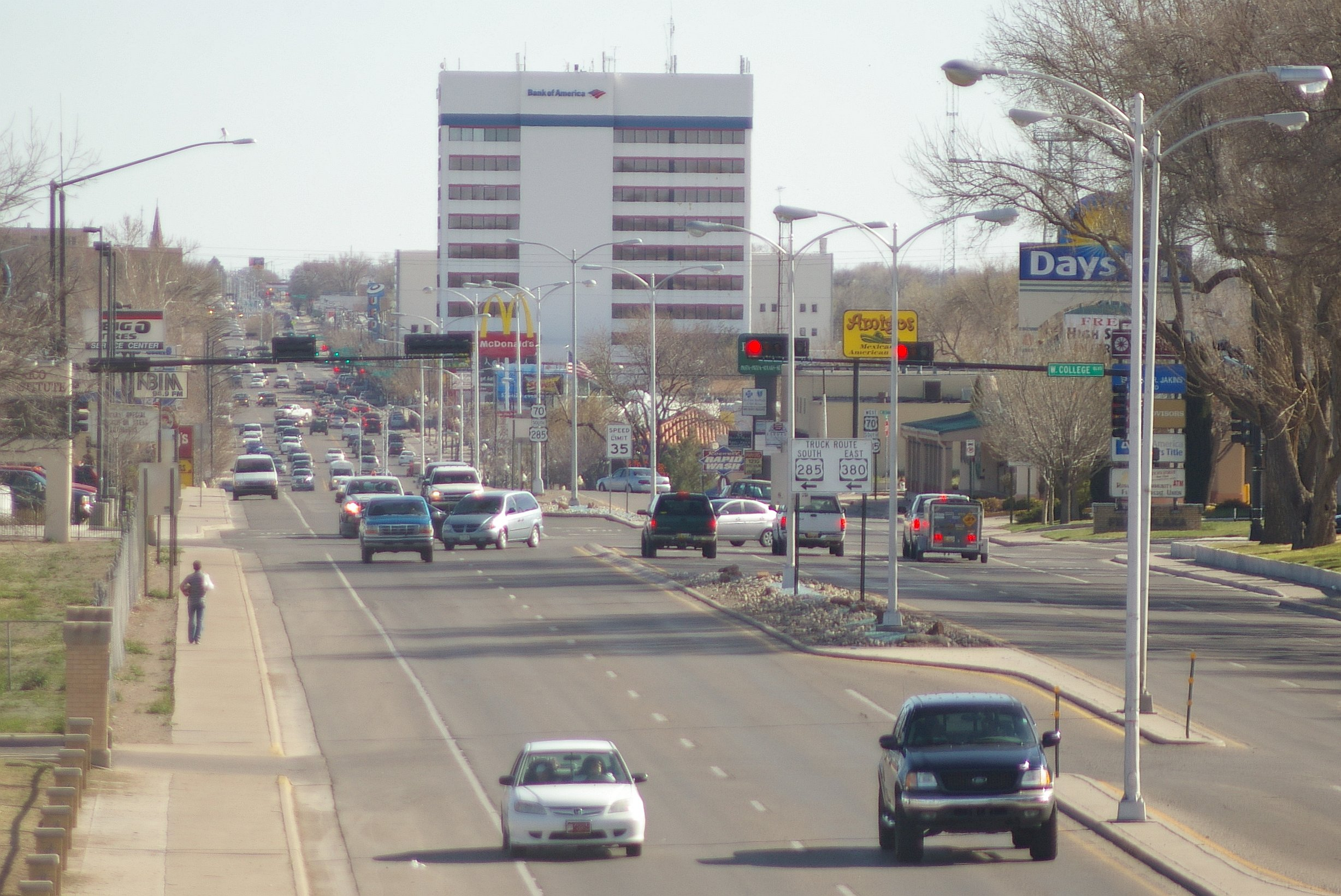
ロズウェル

| 順位 | 都市           | 郡           | 人口    |
| ---- | -------------- | ------------ | ------- |
| 1    | アルバカーキ   | ベルナリオ郡 | 564,559 |
| 2    | ラスクルーセス | ドニャアナ郡 | 111,385 |
| 3    | リオランチョ   | サンドバル郡 | 104,026 |
| 4    | サンタフェ     | サンタフェ郡 | 87,505  |
| 5    | ロズウェル     | チャベス郡   | 48,422  |
| 6    | ファーミントン | サンファン郡 | 46,624  |
| 7    | ホッブス       | リー郡       | 40,508  |
| 8    | クローヴィス   | カリー郡     | 38,567  |
| 9    | カールズバッド | エディ郡     | 32,238  |
| 10   | アラモゴード   | オテロ郡     | 30,898  |

| 順位 | 郡             | 人口    | 面積（km2） | 最大都市       |
| ---- | -------------- | ------- | ----------- | -------------- |
| 1    | ベルナリオ郡   | 676,444 | 3,020       | アルバカーキ   |
| 2    | ドニャアナ郡   | 219,561 | 9,860       | ラスクルーセス |
| 3    | サンタフェ郡   | 154,823 | 4,944       | サンタフェ     |
| 4    | サンドバル郡   | 131,561 | 9,609       | リオランチョ   |
| 5    | サンファン郡   | 121,661 | 14,281      | ファーミントン |
| 6    | ヴァレンシア郡 | 76,205  | 2,766       | ロスルナス     |
| 7    | リー郡         | 74,455  | 11,378      | ホッブス       |
| 8    | マッキンリー郡 | 72,902  | 14,113      | ギャラップ     |
| 9    | オテロ郡       | 67,839  | 17,164      | アラモゴード   |
| 10   | チャベス郡     | 65,157  | 15,724      | ロズウェル     |

## 経済

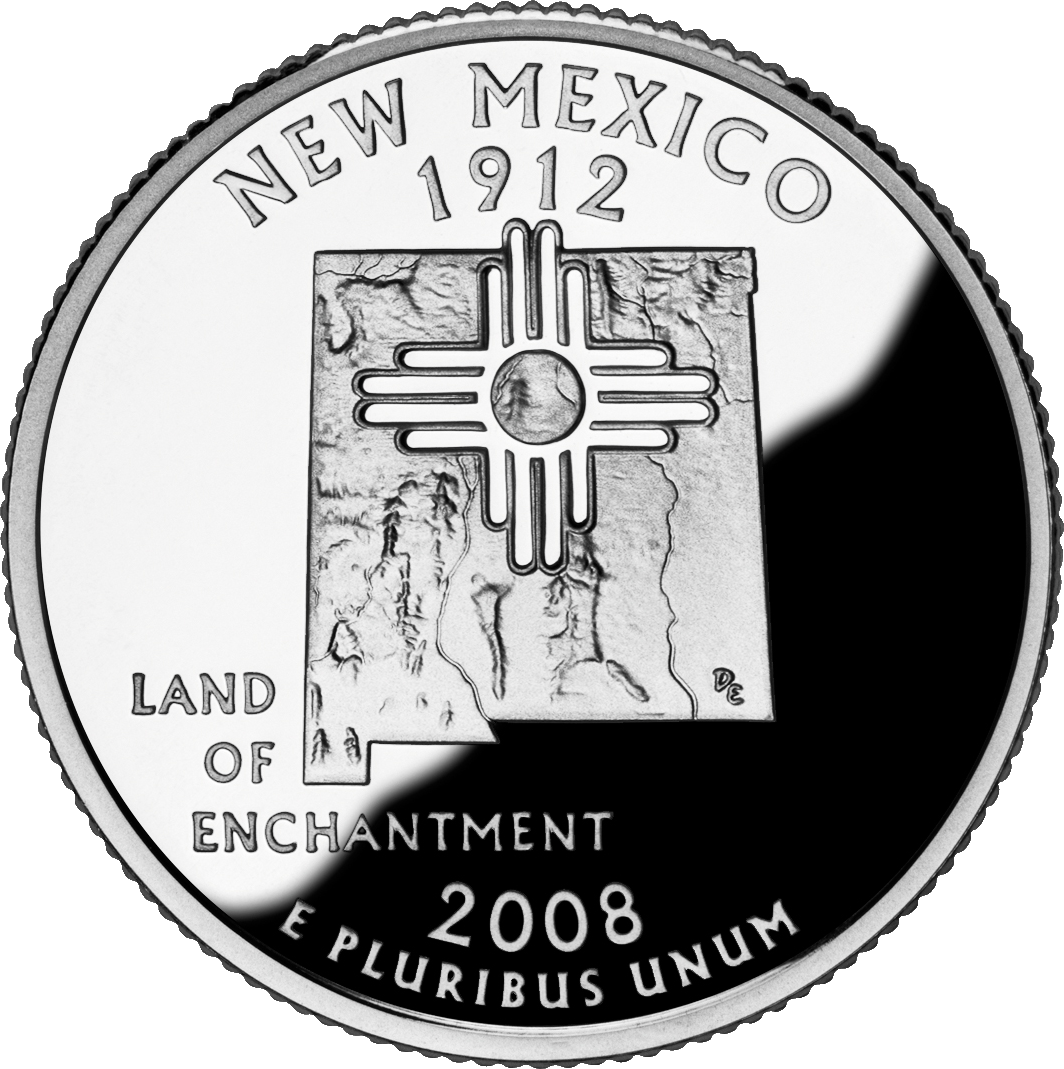
Nニューメキシコ州の50セント硬貨、2008年後半の通貨

ニューメキシコ州の経済は、石油とガスの生産、観光業および連邦政府予算が重要な推進力である。州政府は特に新技術分野における就職機会の成長と事業投資を促進するために、税額控除や技術支援といった巧妙な仕組みを持っている。

### 経済指標
アメリカ合衆国商務省アメリカ合衆国経済分析局は2010年のニューメキシコ州の州内総生産高が797億米ドルであったとしている。2007年の一人当たりの収入は合衆国内で43番目の31,474米ドルだった。2005年の貧困線以下の人口は18.4％だった。
ニューメキシコ州観光局は、2006年会計年度における観光業で65億ドルの消費を生み出していた。 2011年8月時点で、州内失業率は6.6％である。

### 石油とガスの生産

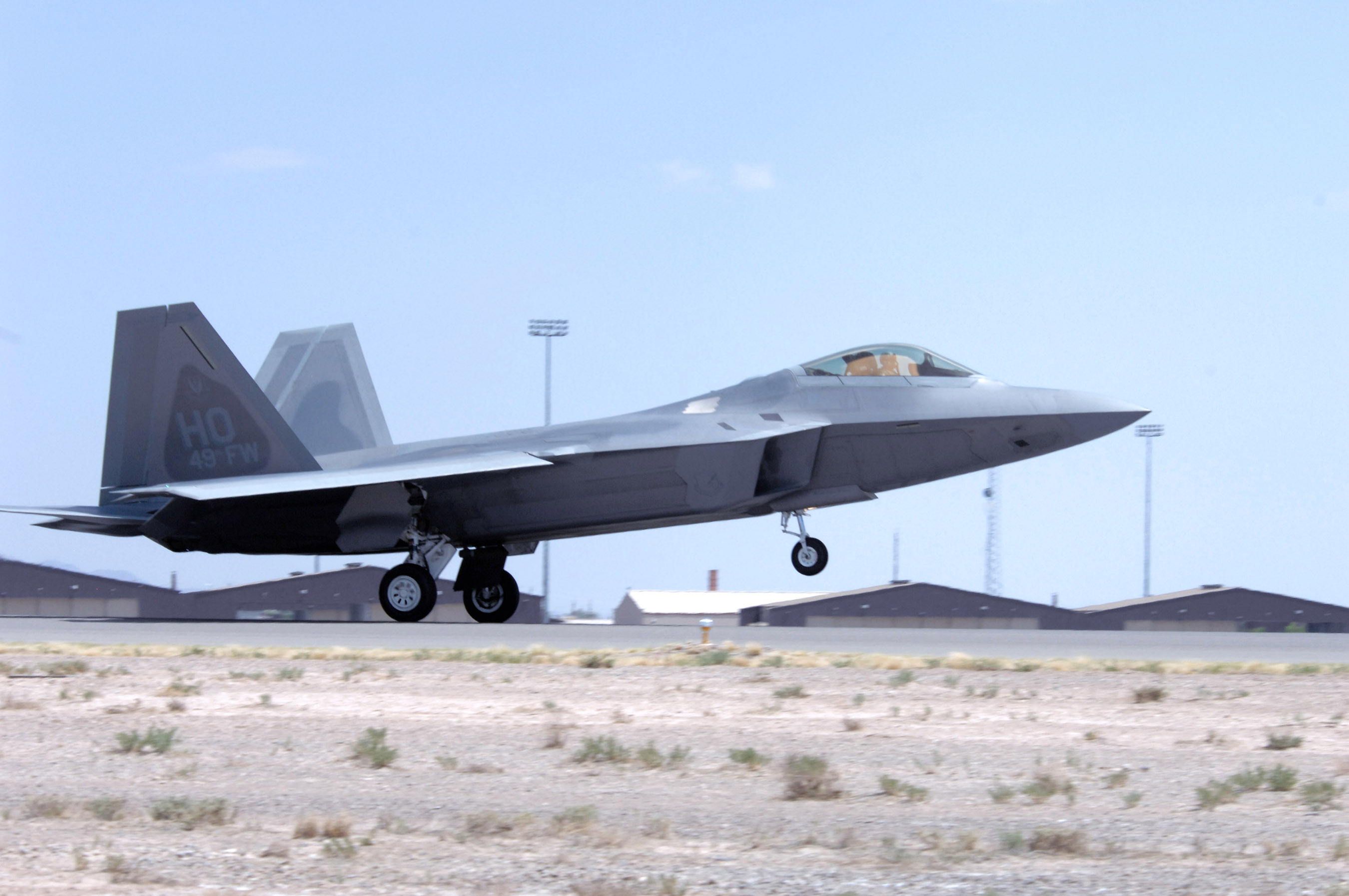
F-22ラプター、ホロマンアメリカ空軍基地の第49飛行戦隊

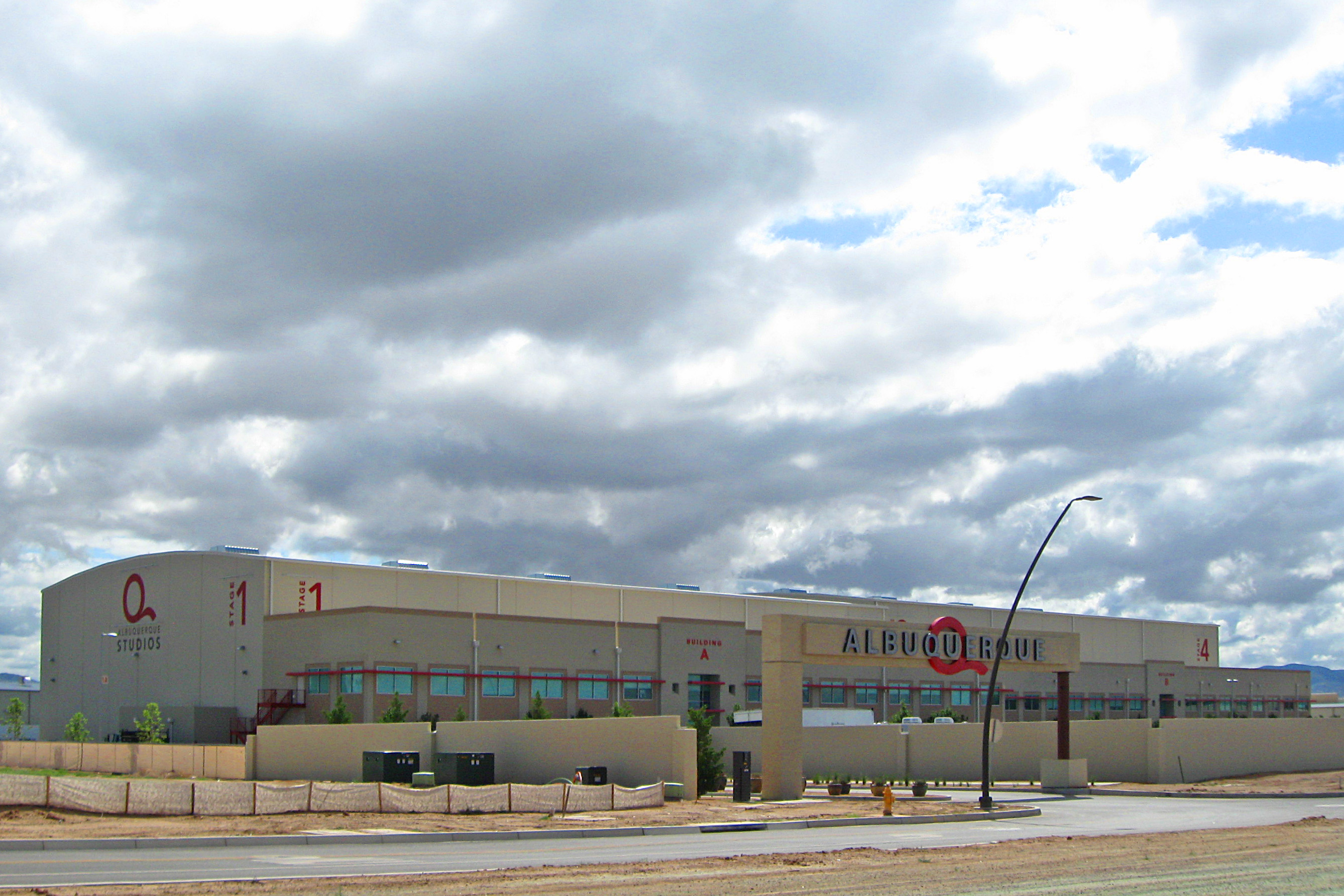
アルバカーキのスタジオ、州内の映画制作需要に応えて2007年に建設された

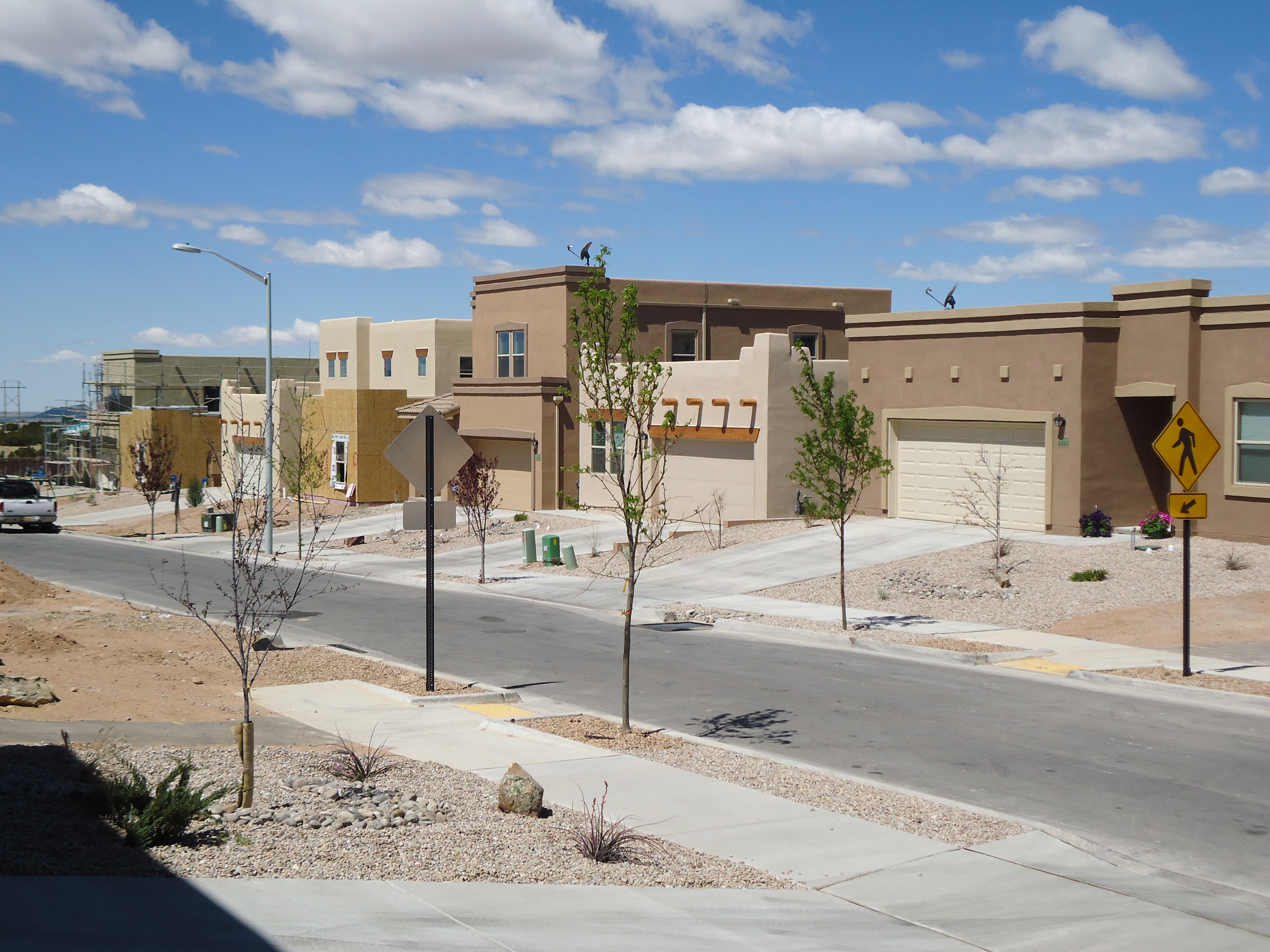
近年の都市スプロール現象はサンタフェ市で見られるようになった

ニューメキシコ州の原油と天然ガスの生産はアメリカ合衆国で第3位である。パーミアン盆地（ミッド・コンティネント油田の一部）とサンフアン盆地が一部州内に掛かっている。2006年、国内の石油の3.4％、天然ガスの8.5％、液化天然ガスの10.2％を生産した。2000年の石油とガスの生産高は82億ドルとなった。

### 連邦政府予算
連邦政府予算はニューメキシコ州経済の重要な推進力である。2005年、州内で徴収された税収入1ドルあたり2.03ドルがニューメキシコ州に遣われている。この回収率は国内最大である。
連邦政府の職の多くが軍事に関わっている。すなわち、カートランド、ホロマン、キャノンの各空軍基地、ホワイトサンズ・ミサイル実験場、および陸軍の性能試験場と射撃訓練場（ブリス砦とマクレガー射撃場）がある。ニューメキシコ州立大学が行った2005年5月の試算では、州内総雇用数の11.65％が直接・間接に軍の予算から来るものだった。その他の連邦政府の施設としてロスアラモス国立研究所とサンディア国立研究所がある。

### 経済的誘因
ニューメキシコ州は各種の税額控除や免税など、州内で事業を運営するために多くの経済的誘因を提供している。これらの大半は職業機会の創設に基づいている。
州法では、職業機会の創設を促進する事業に対して、土地、建物およびインフラを提供することを州政府に認めている。幾つかの自治体はこれらインフラの改良や地域でのマーケティングに遣う費用のために、経済開発収得税（市民インフラ税という形態）を課してきた。
ニューメキシコ州は映画制作にも財政的誘因を提供している。ニューメキシコ州映画局は2007年末で、この誘致プログラムが2003年以降州内に85以上の映画制作計画を呼び込み、12億ドルの経済効果があった。

### 州税
2008年から個人所得税は1.7％から4.9％まで4段階の累進課税である。2007年から軍人の現役任務給は所得税の対象外となった。
多くの取引には政府が関わるものも含め収得税を課している。これは消費税に似ているが、他州の消費税とは異なり、サービスや有形財にも適用される。通常は物品・サービスの提供者あるいは販売者が購入者に税を課すが、法的な効力発生と負担は消費税として事業側に課される。収得税は州によって課され、地方政府が追加する税率を加えたものが最終税率になっている。2008年7月1日時点で、最終税率は5.125％から8.4375％である。
資産税は不動産について、州、郡および教育学区が課している。総体的に個人が使う不動産は課税対象にならない。一方事業が使う動産の大半は課税対象である。資産価値の3分の1に対して課税される。課税対象額に対して約30ミル（ミルは1000分の1ドル）が税率であり、実効税率は約1％になる。2005年の会計年度で、住居資産にたいして約26.47ミル、非住居資産に対して29.80ミルとなっていた。住宅の評価額は、その住宅が改修されたり転売されたりしない限り、年率3％以上増額できない。

## 交通

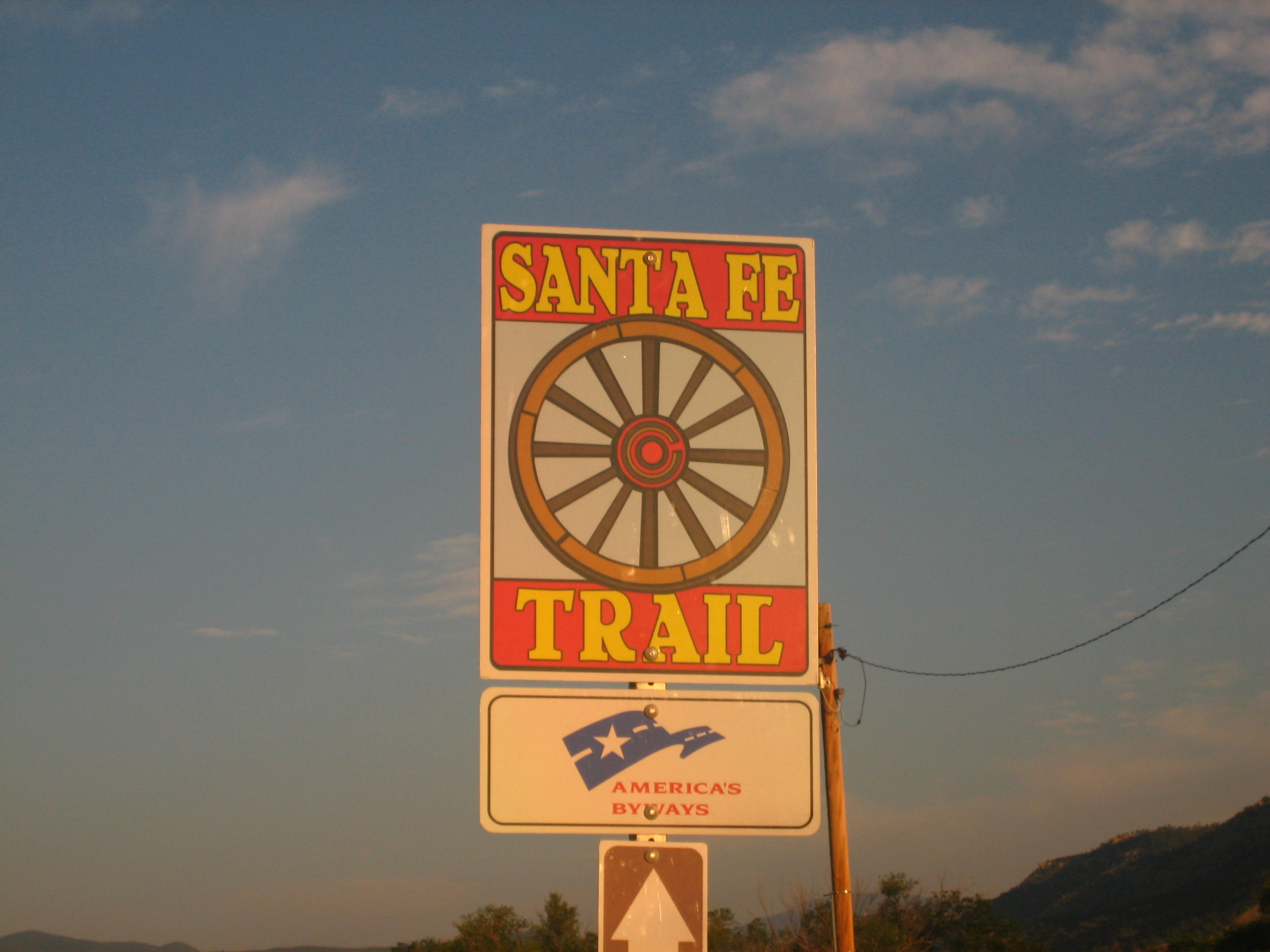
シマロンのサンタフェ・トレイル標識

ニューメキシコ州は昔から交易と人の移動について重要な回廊だった。チャコキャニオン遺跡の建設者は神秘的な町から放射する道路網も造った。チャコキャニオンの交易機能は現在のメキシコのチワワ州にあるカサス・グランデスに移されたが、南北方向の交易が続いた。メソアメリカ文化との先コロンブス期の交易品には北に向かう異国風の鳥、貝殻および銅が含まれていた。リオ・グランデ川に沿って南向きにはトルコ石、土器および塩が運ばれた。現在のニューメキシコ州の先コロンブス期の交易は特に徒歩で運ばれたことが特徴である。南北方向の交易ルートは後にヌエバ・エスパーニャから届いた馬を連れた開拓者の道となり、交易と通信にも使われた。このルートはカミノ・レアル・デ・ティエラ・アデントロと呼ばれた。
サンタフェ・トレイルは19世紀のアメリカ合衆国東部とをつなぐ重要な商業と軍事の道路だった。カミノ・レアル、サンタフェ・トレイルおおびオールド・スパニッシュ・トレイルは全てニューメキシコ州北部に始点があり、国立歴史の道に登録されている。ニューメキシコの緯度が低いことと峠の高さが低いことで、魅力的な東西交通ルートとなった。ガズデン購入によってニューメキシコの領土が増え、南側の大陸横断鉄道すなわちサザンパシフィック鉄道の建設に使われた。別の大陸横断鉄道がアッチソン・トピカ・アンド・サンタフェ鉄道によって建設されていた。この鉄道が旧来のトレイルに置き換わったが、人口の急増をもたらした。後に州内を横切った大陸横断自動車道もさらに多くの移民を連れてきた。鉄道は後に高速道路網と飛行機に追いやられた。今日、ニューメキシコの州間高速道路はカミノ・レアル、サンタフェ・トレイルおよび大陸横断鉄道の元の陸路を辿っている。

### 道路

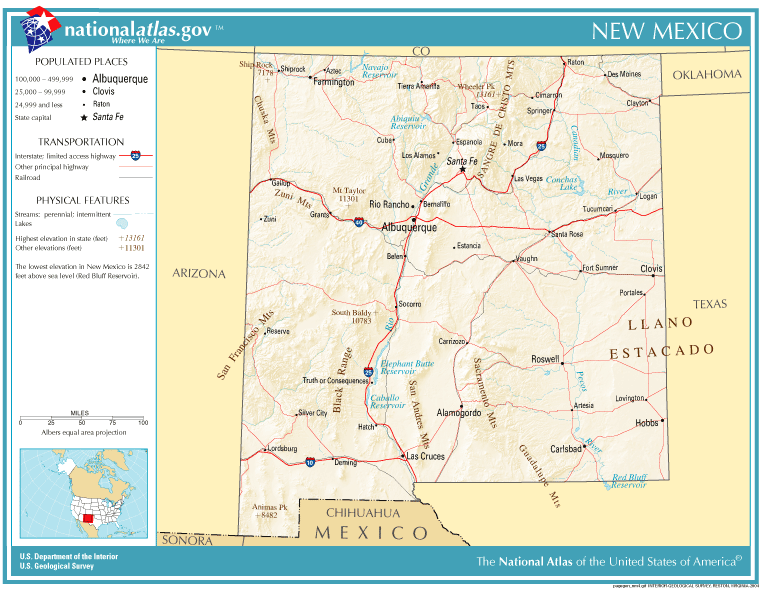
ニューメキシコの高規格道路網

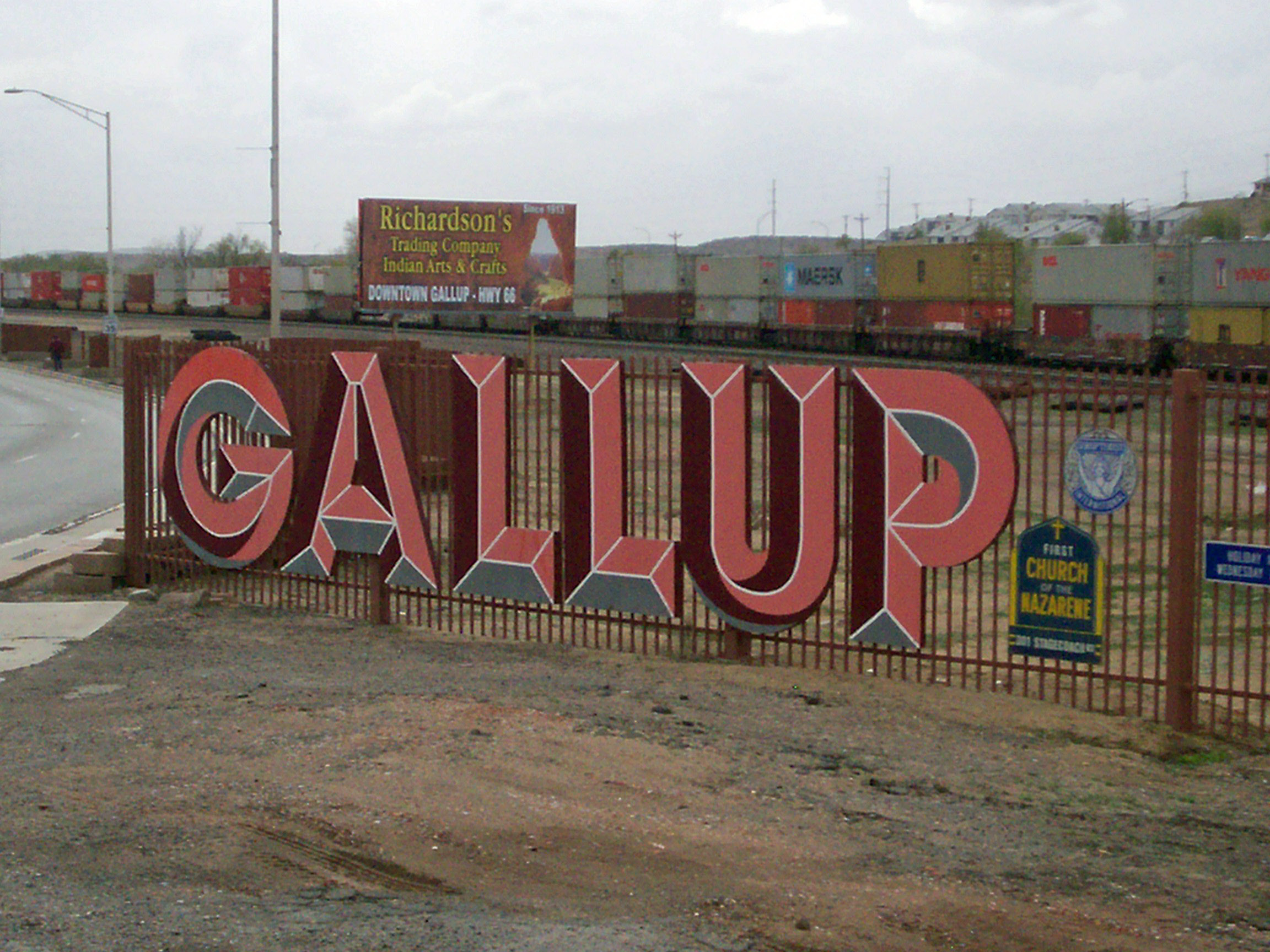
国道66号線沿いのギャラップ

ニューメキシコ州では飲酒運転の問題があったが、現在では減ってきている。ロサンゼルス・タイムズに拠れば、2009年7月時点でニューメキシコ州は飲酒による自動車の衝突事故率は4年間国内最悪だったが、飲酒による死亡事故率では国内第25位だった。
自動車がニューメキシコ州の性格を変え、国内のあらゆる所から州内への大規模移住が始まった。世界恐慌と第二次世界大戦後アメリカ文化の時代に西部に移動した人々はナショナル・オールド・トレイルズ・ハイウェイ、後の国道66号線を不滅のものにした。今日のニューメキシコ州では自動車が重要な交通手段となっている。
2000年時点で州内には59,927マイル (95,883 km) の高規格道路があり、そのうち7,037マイル (11,259 km) は連邦政府の支援を受けている。同年夏に州内には1,003マイル (1,605 km) の高速道路があり、そのうち1,000マイル (1,600 km) は州間高速道路10号線、同25号線および同40号線の道路網だった。ポワーキー、サンタフェ、ラスクルーセス近くの高規格化された道路には元の路線番号より大きな番号が与えられた。高規格道路での死亡事故率は、2000年時点で100万マイルあたり1.9件となっており、全国13番目に悪い。著名な橋としては、タオスに近いリオ・グランデ峡谷橋がある。2001年時点で703の橋、すなわち1％は構造的に欠陥あり、あるいは老朽化と宣告されている。
道路による地方および都市間交通はアメリカーノスUSA, LLC、グレイハウンドおよびいくつかの地方政府が運行している。

### 都市部大量輸送
ニューメキシコ・レイルランナー・エキスプレスはアルバカーキ都市圏に運行される通勤列車である。2006年7月14日に運行を開始した。この鉄道はベリンからサンタフェ市中心街まで運行されている。ニューメキシコ州内の大都市は通常道路による大量輸送体系を持っている。ABQ RIDEはその中でも最大のものである。

### 鉄道

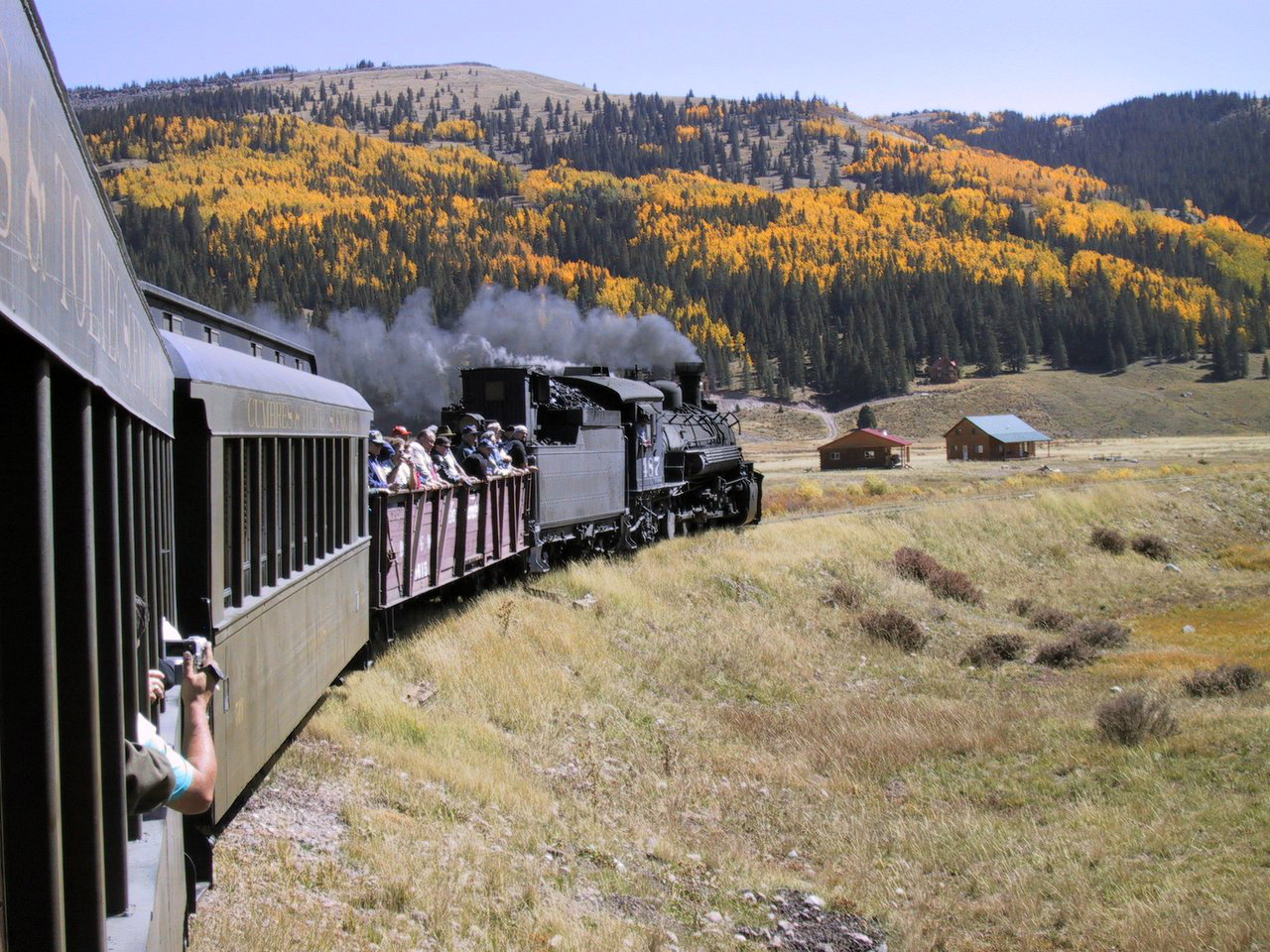
クンブレス・アンド・トルテック・シーニック鉄道

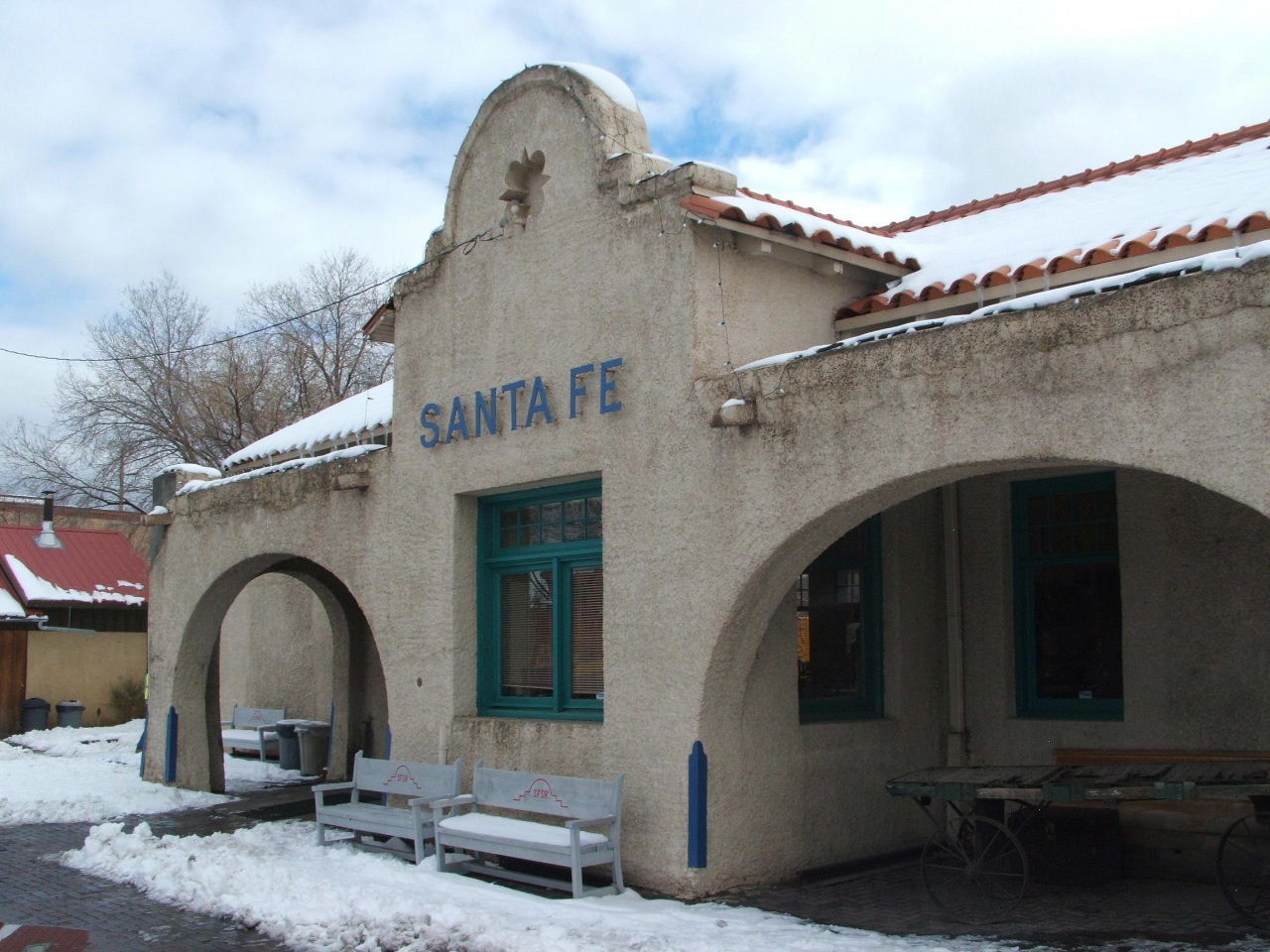
サンタフェ中心街鉄道駅

2000年時点で2,354マイル (3,766 km) の鉄道線があり、この数字はレイルランナーがサンタフェまで延伸されて増加した。ニューメキシコ州は地方鉄道や観光列車線に加えて、コロラド州と共に歴史ある狭軌蒸気列車のクンブレス・アンド・トルテック・シーニック鉄道を所有し運行している。狭軌鉄道はかつてファーミントンからサンタフェまで州北部の多くの町をつないでいた:110。ある時点では100を下回らない様々な名称の鉄道線が州内で運行されていた:8。ニューメキシコが州に昇格した後が最盛期であり、1914年には11の鉄道会社が3,124マイル (4,998 km) の鉄道線を運行していた:10。
鉄道測量士は1850年代にニューメキシコに到着していた。最初の鉄道は1869年に法人化された:9。最初の鉄道であるアチソン・トピカ・アンド・サンタフェ鉄道が1878年に有利で競合のあるラトン峠を通って領域内に入ってきた。最終的には1881年にテキサス州エルパソに達し、サザン・パシフィック鉄道がデミングの結節点で2番目の大陸横断鉄道となった。サザン・パシフィック鉄道は1880年にアリゾナ準州から入ってきた.:9, 18, 58–59。ニューメキシコ州内では一般に狭軌を使用していたデンバー・アンド・リオ・グランデ鉄道はコロラド州から州内に入り、1880年12月31日にエスパニョーラまでの運行を始めた:95–96。これら初期の鉄道は長距離輸送の手段として建設され、後に生産された資源の輸送も目的に建設された:8–11。

#### 貨物
州内にはBNSF鉄道とユニオン・パシフィック鉄道の2つの一級鉄道が走っている。この両社合わせて2,200マイル (3,520 km) の路線が運行されている。

#### 旅客

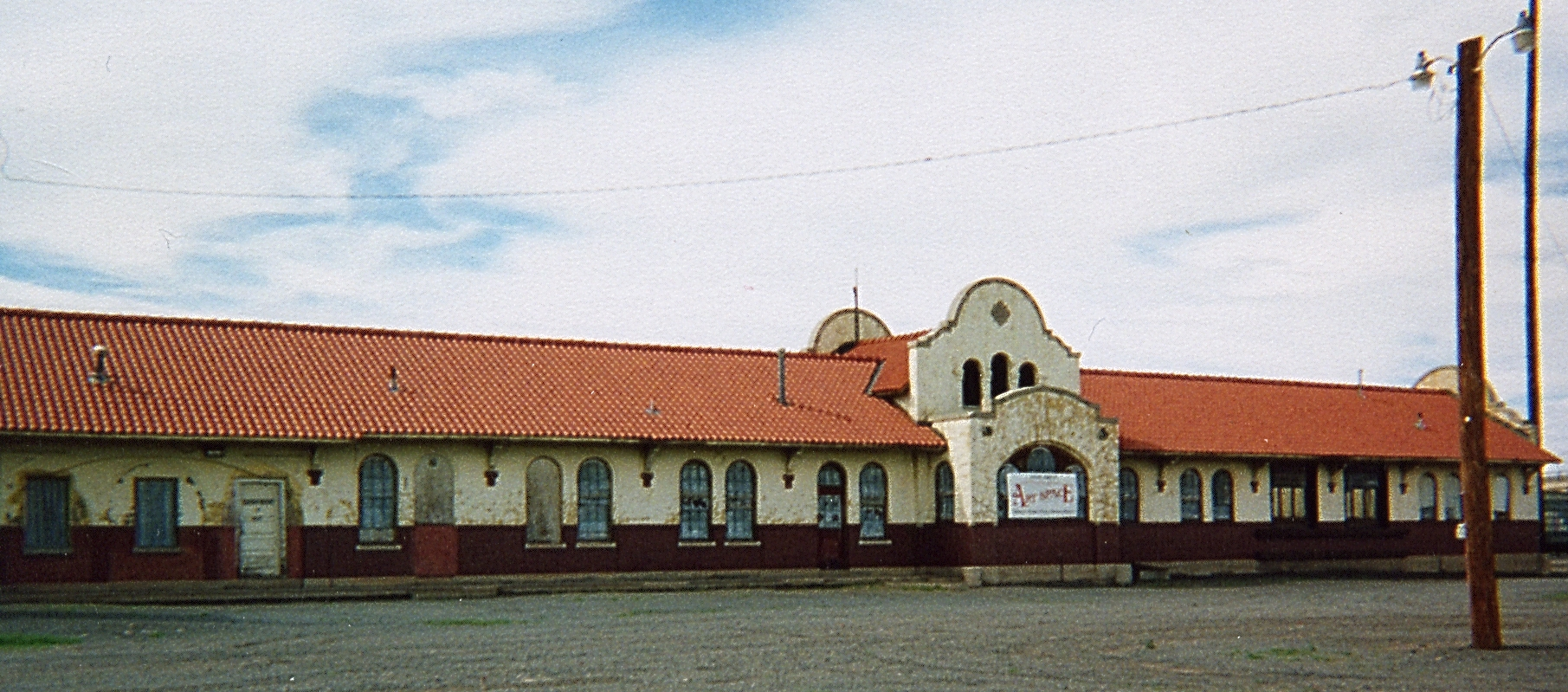
トゥクムカリにある鉄道駅

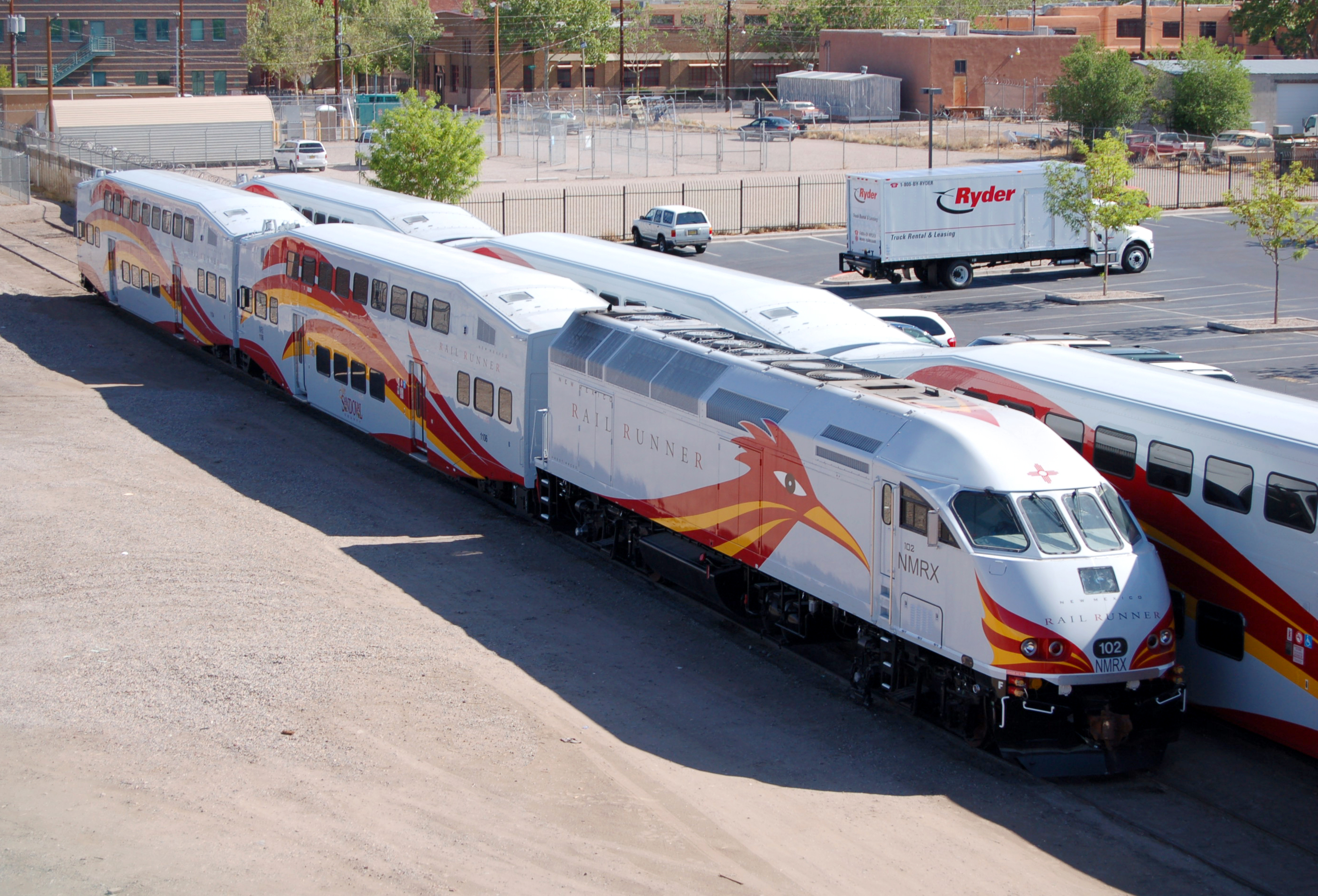
ニューメキシコ・レイルランナー・エキスプレス、リオ・グランデ・バレー中央部に沿って運行される通勤列車である

通勤列車であるニューメキシコ・レイルランナー・エキスプレスは州都、大型都市などの町を繋いでいる。この民間が運行し、州が所有する鉄道は2006年7月に運転を始めた。BNSF鉄道のベリンからラトンまでの全線を州が購入し、第2段階として一部建設されたものが2008年12月に開通した。レイルランナーの第2段階は第1段階の最北の駅であるサンドバル郡の駅からサンタフェまで北に伸ばした。現在はサンタフェ、サンドバル、ベルナリオ、およびヴァレンシアの各郡が繋がれている。この列車はアルバカーキの人口集中部と事業地区中心からサンタフェ中心街を繋ぎ、1日8往復されている。南のベリンに向かう路線は運行本数が少ない。毎週7日間定時便で運行している。
鉄道輸送が盛んになって、多くの町が成長あるいは設立され、州内は観光地になった。1878年には既にサンタフェ鉄道がインディアンのイメージを生かして地域の観光を促進した:64。名前の付けられた列車は通過する地域の特徴を表していた。「スーパー・チーフ」は「チーフ」（酋長）を流線型にした後継列車であり、「ナヴァホ」は初期の大陸横断観光列車、「キャバン」（洞窟）はクローヴィスとカールズバッドをつなぐ直通列車だった:49–50:51。
かつての鉄道は州内十大大都市のうちリオランチョを除く9都市に旅客列車を走らせていたが、現在ではアルバカーキとサンタフェの2都市でしか利用できない。1960年代後半の国内都市間鉄道の大半が衰退したときに、ニューメキシコ州の中では最小の形態になった。1960年代初期では多くの支線やローカル線で1日に少なくとも6本の長距離往復列車が運行されていた。乗客収入は減ったが、必ずしも乗降客数が減ったわけではなく、多くの鉄道は州が所有する事業であるアムトラックの幹線運行に旅客サービスを渡した。アムトラックは全国旅客鉄道会社とも呼ばれ、1971年5月に現存長距離線2本の運行を始めた。かつてサンタフェ鉄道の「エルパソアン」列車が一部運行していたルートであるデンバーからエルパソまでの旅客列車の復活が長年提案されてきた。1980年代には既にトニー・アナヤ元知事がこの2都市と州内の大都市を結ぶ高速鉄道線建設を提案していた。フロントレンジ通勤鉄道はワイオミング州とニューメキシコ州を高速鉄道で結ぶプロジェクトである。
アムトラックの「サウスウェスト・チーフ」列車は、ギャラップ、アルバカーキ、ラミー、ラスベガスおよびラトンに毎日停車するものであり、ロサンゼルスやシカゴおよびその中間駅との接続を提案している。「サウスウェスト・チーフ」はアムトラック最速の長距離列車であり、BNSF鉄道のいくつかの路線上で90マイル/時 (144km/h) の最高速度が認められている。またニューメキシコ・レイルランナー・エキスプレスの線路も維持している。「サウスウェスト・チーフ」列車は「スーパー・チーフ」と「エル・カピタン」の後継列車である:115。流線型列車の「スーパーチーフ」は初期ハリウッド・スターのお気に入りであり、国内でも最大級に有名な名前付き列車であり、かつその豪華で異国風の列車で評価を高めた。客車には地域のインディアン部族の名前が付けられ、多くの地元アーティストの作品が飾られた。さらにその速度も売り物で、西行きは39時間45分で到達できた。

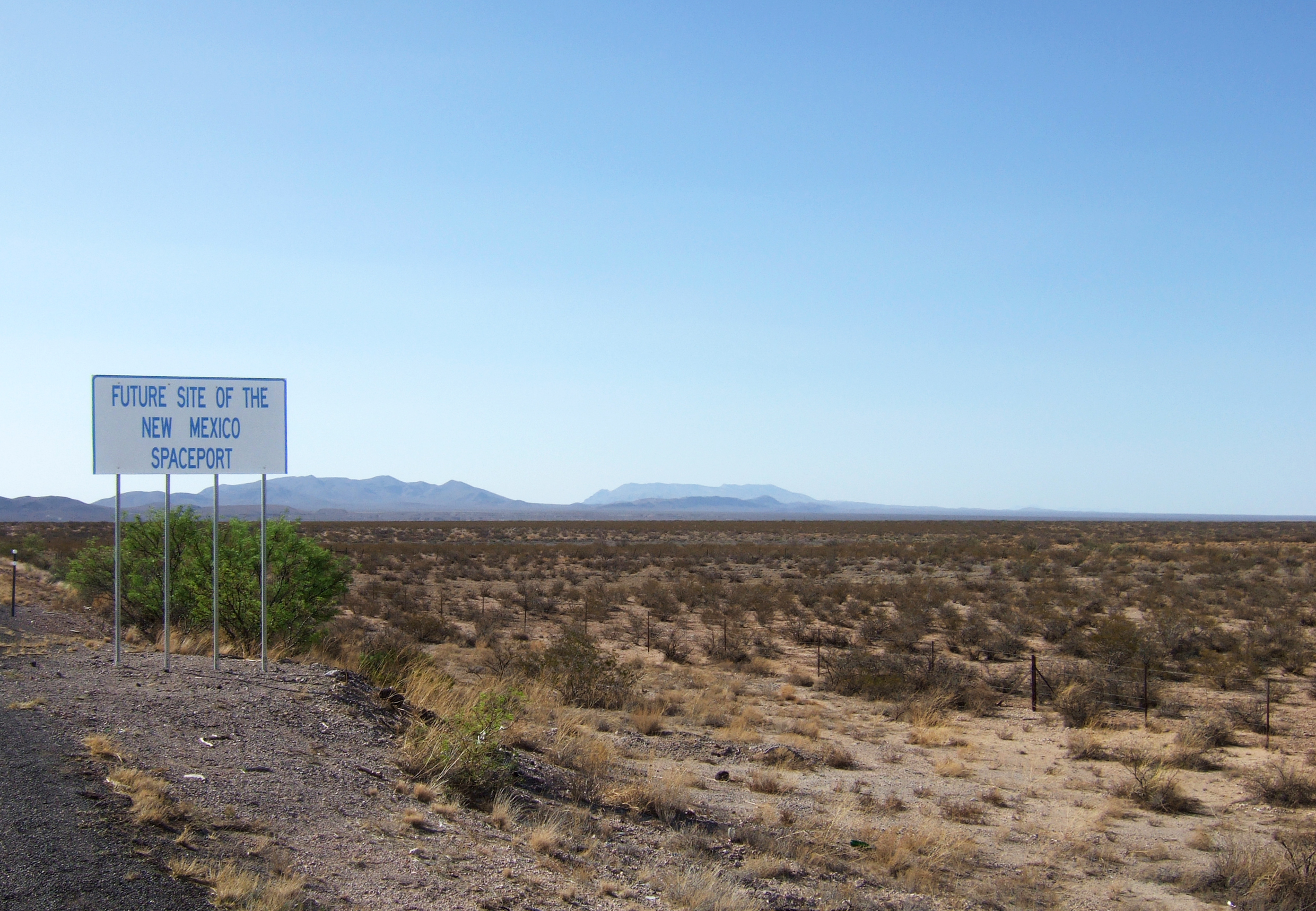
ニューメキシコ州南部の標識、「ニューメキシコ宇宙港の予定地」とされている

「サンセット・リミテッド」はロサンゼルスとニューオーリンズの間を走り、州内ではローズバーグとデミングに双方向週3回で停車する。「サンセット・リミテッド」はサザン・パシフィック鉄道が走らせていた同名列車の後継であり、州内では専らユニオン・パシフィック鉄道の線路を走っている。

### 航空宇宙
アルバカーキ国際空港は州内最大の空港である。
トゥルース・オア・コンシクエンシーズに近いアップハムは、世界初の商業宇宙港である「スペースポート・アメリカ」がある場所である。ロケットの打ち上げは2007年4月に始まった。この港はまだ計画が進まず、入居しているのは小さな観測機器を打ち上げているUPエアロスペース1社である。宇宙旅行の会社ヴァージン・ギャラクティックは最初の活動基地を計画中である。

## 法と政府

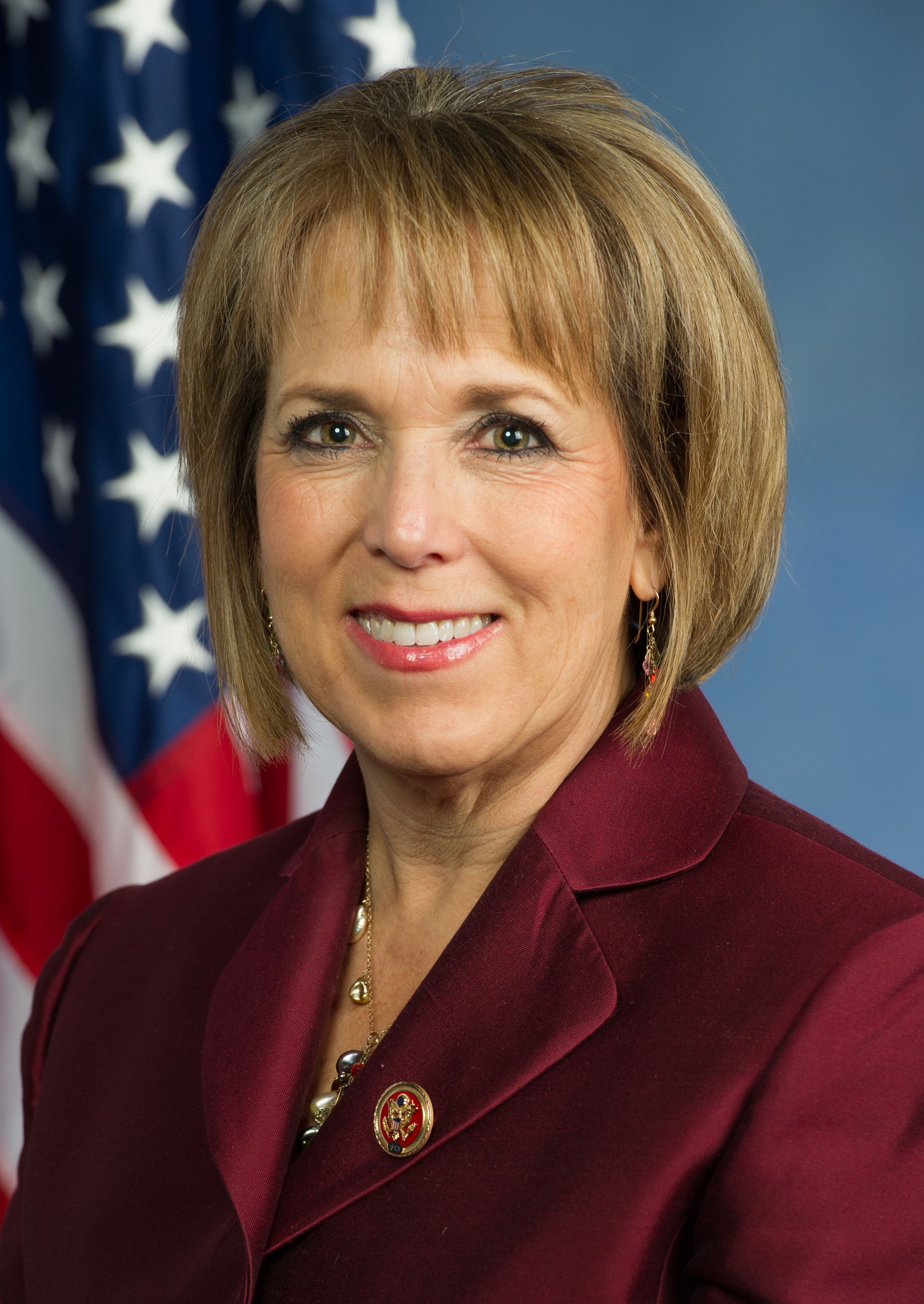
ミシェル・ルーハン・グリシャム州知事

ニューメキシコ州憲法は州昇格の1912年に発効され、その後いくつかの修正を重ねている。憲法では州政府の形態を定めている。
2009年3月18日、知事は死刑を廃止する法案に署名した（この法が発効する前に犯された極刑犯罪には適用されない）。死刑を廃止した州としてアメリカ合衆国では15番目だった。
現職のミシェル・ルーハン・グリシャム知事とホーウィー・モラレス副知事はどちらも民主党員であり、2018年の選挙で選出され、2022年に再選された。知事の任期は4年間であり、連続して2期まで再選が認められている。ニューメキシコは他の州と比べて知事経験者の数が多い。フアン・デ・オニャーテは1598年にスペイン王室からニューメキシコの初代知事に指名された。この時以来、スペイン、メキシコおよびアメリカ人の知事が就任してきた。
その他憲法に定める州の役人としては、州務長官、検事総長、州監査官、州土地管理官、州財務官があり、その全てを民主党員が占めている。
ニューメキシコ州議会は、定数70の下院と定数42の上院の両院制である。
州選出のアメリカ合衆国上院議員（2人）と同下院議員（3名）は、全員が民主党員である。
| 党名           | 有権者数  | （％） |
| -------------- | --------- | ------ |
| 民主党         | 577,707   | 43.48% |
| 共和党         | 413,341   | 31.11% |
| その他         | 322,655   | 24.28% |
| リバタリアン党 | 14,890    | 1.12%  |
| 合計           | 1,328,593 | 100%   |

### 政治
ニューメキシコ州は二大政党が接戦を演じている州と考えられ、これまでも民主党と共和党の大統領候補のどちらも選んできた。現職知事は民主党員だが、前知事は共和党員であり、2011年から2019年まで2期を務めた。その前は共和党知事であり、やはり2期を務めた。大統領選挙では、2000年に民主党のアル・ゴアが州を制し、2004年では共和党のジョージ・W・ブッシュ、2008年では民主党のバラク・オバマが制した。
州内で民主党の強い地盤はサンタフェ市、アルバカーキ市の西側と南側、州中央の北部と西部、および特にナヴァホ族を初めとするインディアン居留地の大半である。共和党の強い地盤は州東部と南部（リトルテキサスと呼ばれる）、リオランチョ市、およびアルバカーキ市の北東部高台である。

## 教育

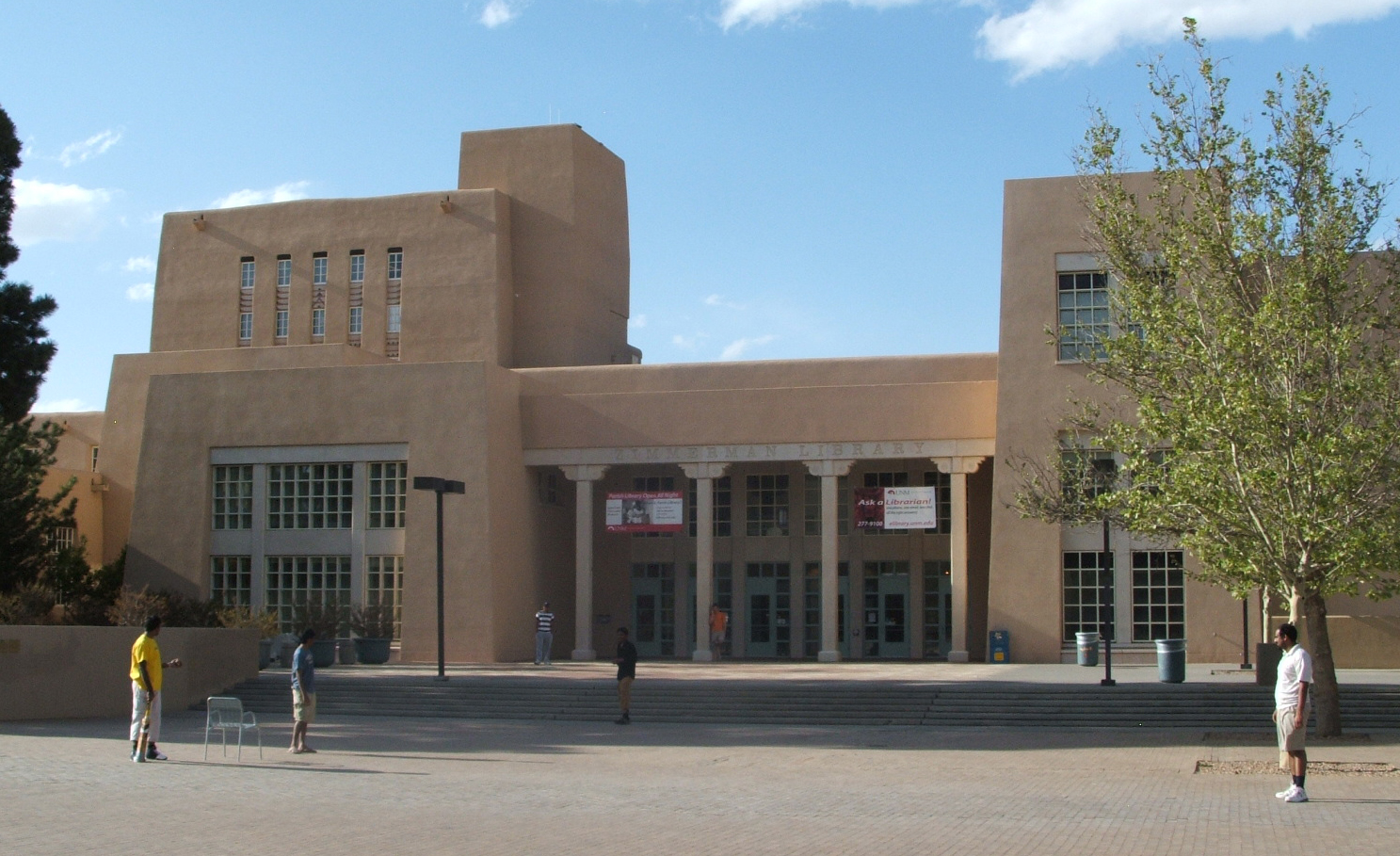
ニューメキシコ大学ジンマーマン図書館

州内に様々な研究施設があることで、2000年時点の州内の博士号取得者は他の州よりも集中度が高い。

### 単科及び総合大学
- ニューメキシコ大学
- ニューメキシコ工科大学
- サウスウェスト大学
- 南メソジスト大学タオス校
- ニューメキシコ州立大学（en:New Mexico State University）
- サンタフェ大学（en:College of Santa Fe）
- 西ニューメキシコ大学（en:Western New Mexico University）
- 東ニューメキシコ大学（en:Eastern New Mexico University）
- ニューメキシコハイランズ大学（en:New Mexico Highlands University）
- ニューメキシコ軍事学院（en:New Mexico Military Institute）

## 芸術・文化

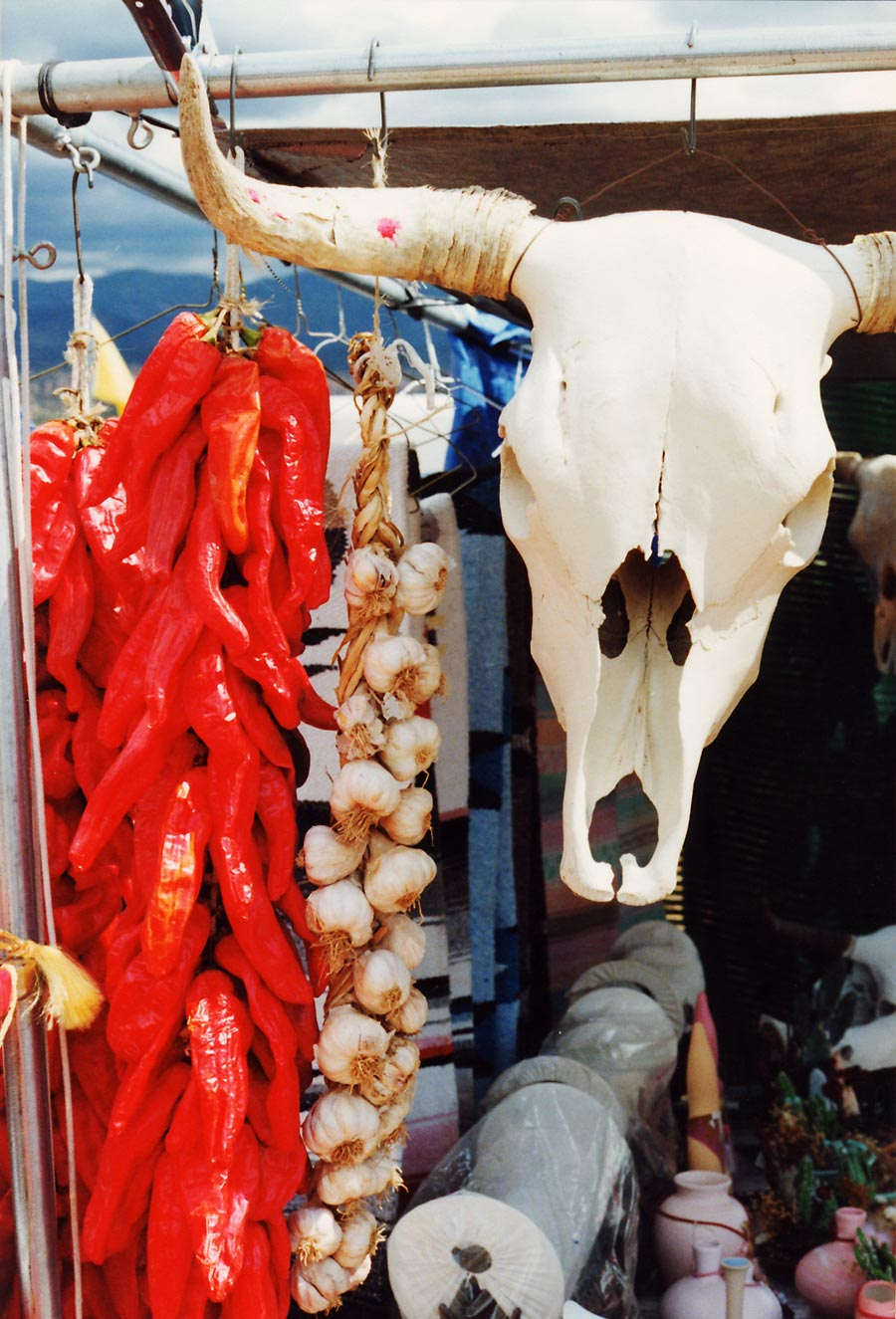
合衆国南西部のシンボルである唐辛子と漂白された牛の頭骨、サンタフェ市近くの市場で

ニューメキシコ州には1990年時点でインディアンが134,000人住んでおり、現在でもインディアン文化の重要な中心であり続けている。ナヴァホ族とアパッチ族はどちらもアサバスカ語族である。アパッチ族といくらかのユト族は州内の連邦指定地に住んでいる。ナヴァホ族居留地は大半が隣のアリゾナ州にあるが、面積は1,600万エーカー (65,000 km²) あり、国内最大となっている。前史時代に農業を営んでいたプエブロ族インディアンは州内に散らばったプエブロに住んでいる。
ニューメキシコ州民の3分の1以上がヒスパニックの出自を申告しており、その多くは植民地時代の開拓者の子孫である。その祖先は州内北部に入植した。メキシコ系移民の大半は州南部に住んでいる。また主に北部では人口の10ないし15％がヒスパニック系ユダヤ人の祖先を持っている。
特徴あるスペイン語方言を話す人も多い。ニューメキシコのスペイン語には他でのスペイン語話者の分からない語彙があることが多い。ニューメキシコの歴史で、他のスペイン語地域と孤立していたことがあり、よそでは古語と考えられる中世後期のカスティリア語を残しており、また地名などにインディアン言語を多く採用し、さらには概念や新しい発明には英語の語彙も使っている。
アルバカーキにはニューメキシコ自然史科学博物館、国立ヒスパニック文化センター、および国立原子力科学歴史博物館があり、さらに毎年秋にはアルバカーキ国際バルーン・フィエスタが開催されている。

### 芸術と文学
サンタフェ市では大きな芸術社会が繁栄しており、ブルース・ナウマン、リチャード・タットル、ステイナ・バスルカなどの人々が入っている。この州都にはスペイン植民地、国際的民族、ナヴァホ族の儀式、現代インディアンおよび現代美術の博物館がある。別に故人となった市民のジョージア・オキーフを称える博物館もある。芸術家や作家のコロニーが栄え、画廊を持った小さな市民集団もある。毎年8月にはサンタフェ・インディアン・マーケットが開催されており、世界でも最古かつ最大のインディアン芸術審査展示会となっている。
ニューメキシコ州はスペイン文化の強い遺産を保持している。サルスエラやフラメンコなど古いスペインの伝統は現在も大変人気がある。世界的に有名なフラメンコ・ダンサーでニューメキシコ生まれのマリア・ベニテスが、「音楽、ダンス、視覚芸術などの芸術形態を通じて表現されるスペインの豊な芸術的遺産について、最高品質のプログラムを提供するため」に、マリア・ベニテス・スペイン芸術研究所を設立した。また毎年アルバカーキ国際フラメンコ・フェスティバルが開催されており、スペイン生まれやニューメキシコ生まれのダンサーがニューメキシコ大学でダンスを披露している。
演劇関係では著名なサンタフェ・オペラ団があり、毎年7月から8月に開催されるサンタフェ室内楽祭でレパートリー5つを上演している。多くの種類の演劇のための主要会場である修復されたレンシック劇場を使っている。レーバーデイの後の週末はサンタフェ祭であり、50フィート (15 m) の巨大なマリオネットを象ったものであるゾゾブラを燃やして祝う。
20世紀半ば、ヒスパニック系の文学学校が繁盛しており、研究は英語とスペイン語の双方で行われた。そこで生れた著名な作家として、アンジェリコ・チャベス、ニーナ・オテロ＝ウォーレン、ファビオラ・サベサ・デ・バカ、アウレリオ・エスピノーザ、クレオファス・ハラミリョ、フアン・バウティスタ・ラエルおよびオーロラ・ルセロ＝ホワイト・リーがいる。
作家D・H・ローレンスは1920年代にタオスに近いD・H・ローレンス牧場に住んでおり、そこには現在彼の骨灰を収めた祠がある。
州南西部の山の中にあるシルバーシティは当初鉱山町だった。現在は少なくとも1つの鉱山が近くで操業されている。そこはかなり多くの芸術家たちにとっての家屋と展示場として知られている。

### 食文化

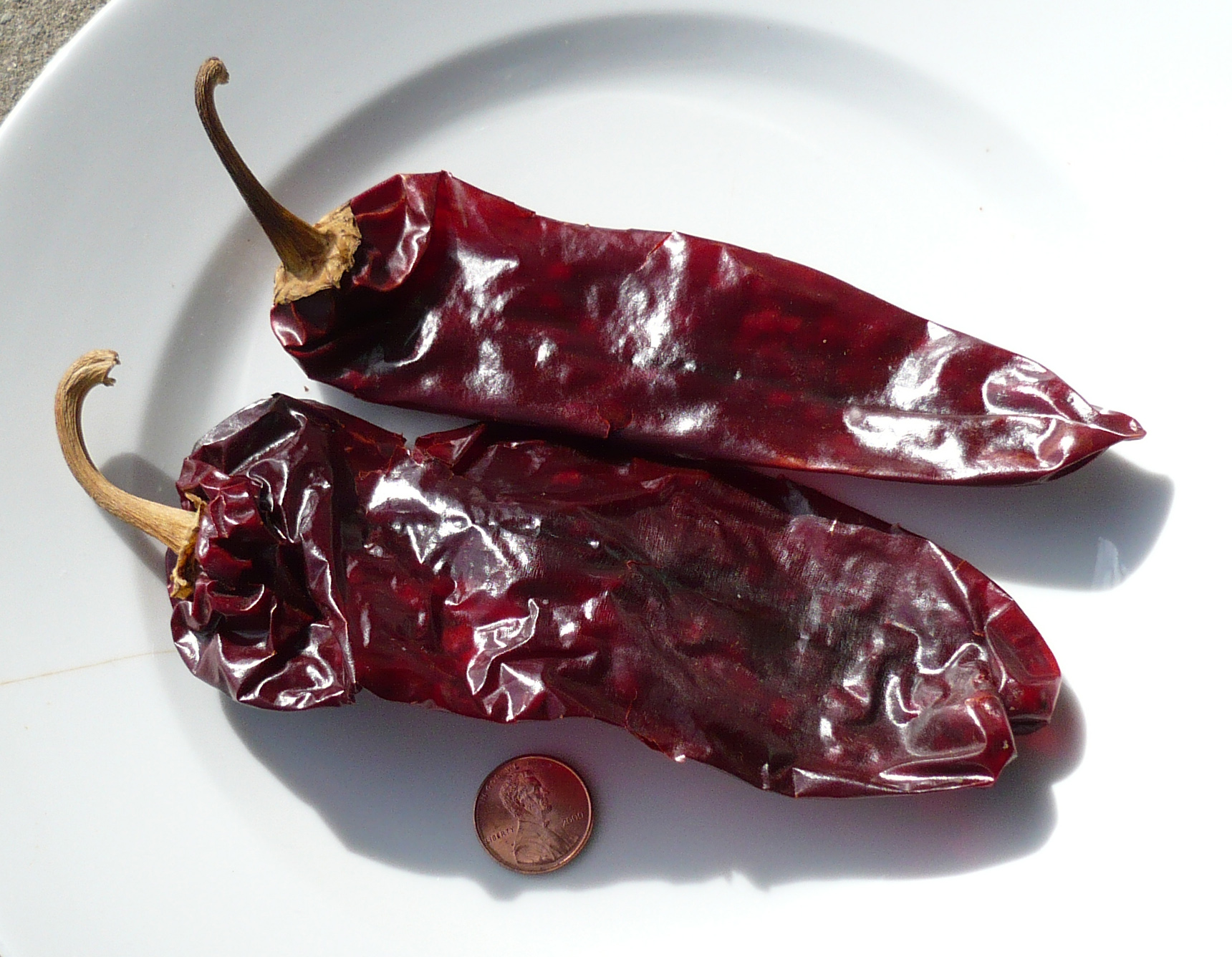
州の野菜、唐辛子

ニューメキシコには、ヌエバ・エスパーニャから来たスペイン人征服者の食文化とインディアンの食文化の要素が融合した、ニューメキシコ料理と呼ばれる伝統料理がある。地理的・歴史的な理由からメキシコ料理、テクス・メクス料理とは姉妹関係にあるが、ニューメキシコ独自の風土や民族の影響を強く受けている。ニューメキシコ料理の特徴は、ニューメキシコ・チリと呼ばれる土着のトウガラシへの愛着によく表れている。トウガラシはインゲンマメと並んで「州の野菜」に制定されているほどで、未熟な青唐辛子と完熟した赤唐辛子の両方をサルサをはじめ、様々な料理に用いる。ニューメキシコ州内のファストフードチェーン店サブウェイではどこでも、あぶって皮をむいて刻んだ青唐辛子をトッピングに選べるほどである。ニューメキシコ料理の保存と研究は、サンタフェ、アルバカーキ、ラスクルーセスなどを中心に盛んに行われている。
州東部の肉牛の放牧が盛んな地域では、ビーフステーキやビーフジャーキーなど牛肉の消費が盛んで、テキサスの食文化との共通点が目立つ。
主なニューメキシコ料理：
- サルサ：青唐辛子で作った緑のサルサと、赤唐辛子で作った赤のサルサがある。単にチレまたはチリソースとも呼ばれる。「赤、それとも緑（のどちらのチリソースになさいますか）？」（"Red or Green?"）は、「州のよくある質問」に制定されている。
- トルティーヤ：小麦粉で作ったトルティーヤが主流。
- ブリート：州土着のファストフードの一つ。メキシコ風の細身のブリートが主流。
- カルネ・アドバーダ：豚肉を赤トウガラシと酢などで作ったソースでマリネしてから焼いた料理。
- グリーンチリ・シチュー：火であぶって皮をむいた青唐辛子を粗く刻み、ジャガイモ、肉と煮込んだ料理。赤唐辛子を使うとレッドチリ・シチューとなる。主菜として食べる他、ブリートの具にもする。
- チレ・レイェーノ：火であぶって皮をむいた青唐辛子に溶けるチーズを詰め、衣をつけて揚げた料理。主菜として食べる他、ブリートの具にもする。
- フリホレス：ウズラマメ（ピントビーンズ）が主流。ニューメキシコ料理の重要な副菜。
- フラウタ：具を詰めたトルティーヤを細長く巻いて揚げた料理。
- ポソーレ：アルカリ処理して皮をむいたトウモロコシ、青または赤唐辛子、豚肉のシチュー。
- ソパイピーヤ：生地を薄くのばして揚げたパン。トルティーヤの代わりに食べたり、中に具を詰めたり、蜂蜜をつけてデザートとする。
- カピロターダ：ブレッドプディングに似たデザート。

### スポーツ

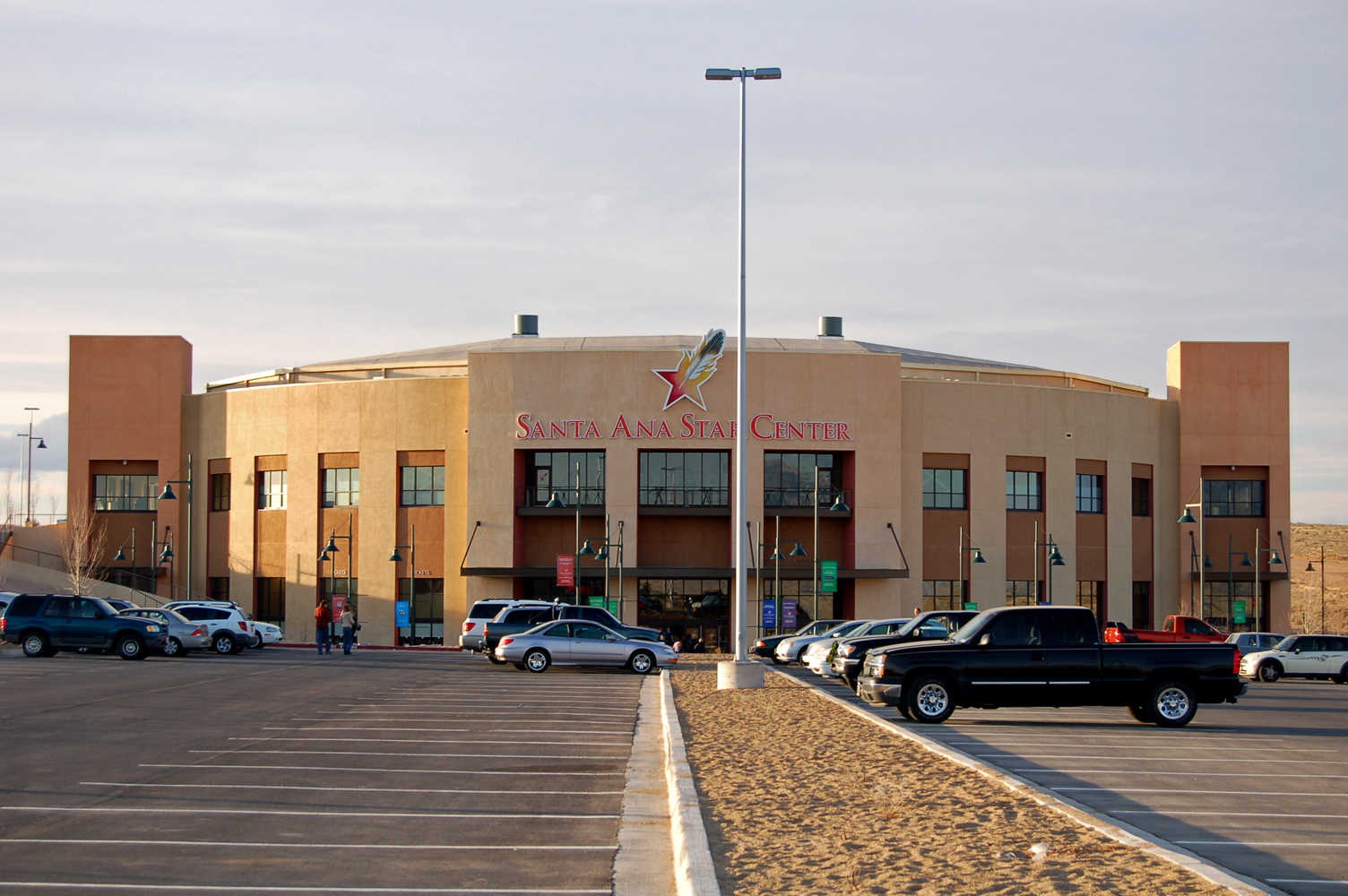
プロバスケットボールのニューメキシコ・サンダーバーズとアイスホッケーのニューメキシコ・マスタングスが使用するサンタアナ・スターセンター

ニューメキシコ州を本拠地にする著名プロスポーツチームとして、野球のロサンゼルス・ドジャース傘下のAAAチーム、アルバカーキ・アイソトープス、バスケットボールのNBAデベロップメント・リーグに属するニューメキシコ・サンダーバーズ、アイスホッケーのNAHLに属するニューメキシコ・マスタングス、同じくアイスホッケーのWSHLに属するニューメキシコ・リネゲイズがある。大学スポーツ・チームとしてはニューメキシコ大学ロボスやニューメキシコ州立大学アギーズがある。
オリンピックの金メダリスト、トム・イェーガーは水泳の高地トレーニングの提唱者であり、アルバカーキ（標高5,312 フィート (1,619.1 m)) とロスアラモス（標高7,320 フィート (2,231 m))で合宿を行った。

## その他

### ニューメキシコ州出身の有名人
- ニューメキシコ州出身の有名人（英文）
- ラルフ・カイナー - 野球選手 (アメリカ野球殿堂表彰者)
- コンラッド・ヒルトン - ヒルトンホテルチェーン創始者
- ジョン・デンバー - 歌手

### 州の象徴など
- 州のモットー：『進むにつれて成長す』（"Crescit eundo"）1912年制定
- 州の愛称：『魅惑の地』（"Land of Enchantment", "Tierra del Encanto", "Tierra Encantada") 制定年不明
  - 『色とりどりの州』（"The Colorful State" ）制定年不明
  - 『スペイン風の州』（"The Spanish State" ）制定年不明
- 州歌：『おお麗しきニューメキシコよ』（"O Fair New Mexico"）1917年制定
  - 『これがヌエボ・メヒコ』（"Así Es Nuevo Méjico"）1971年制定
  - 『ニューメキシコ・我が美しきヌエボ・メヒコ』（"New Mexico-Mi Lindo Nuevo México"）1995年制定
- 州の花：ユッカ（ソープウィードユッカ、Yucca glauca）1927年制定
- 州の木：コロラドピニョンマツ（Colorado Pinyon）1949年制定
- 州の鳥：オオミチバシリ 1949年制定
- 州の魚：リオ・グランデ・カットスロートトラウト(Rio Grande Cutthroat Trout)（英語版）1955年制定
- 州の動物： アメリカクロクマ1963年制定
- 州の野菜：トウガラシとインゲンマメ 1965年制定
- 州の宝石：トルコ石 1967年制定
- 州の草：ブルーグラマ（blue grama）1973年制定
- 州の化石：コエロフィシス 1981年制定
- 州のクッキー：ビスコチート（bizcochito）1989年制定
- 州の昆虫：オオベッコウバチ（Pepsis formosa）1989年制定
- 州のバラード：『魅惑の地』（"Land of Enchantment"）1989年制定
- 州の詩：『ヌエボ・メヒコによせて』（A Nuevo México）1991年制定
- 州のよくある質問： 「赤、それとも緑（のどちらのチリソースになさいますか）？」（"Red or Green?"）1999年制定
- 州の船
  - USS New Mexico (BB-40) 1918–1946年
  - USS New Mexico (SSN-779) 2006年

### 日本の姉妹都市
- (日本) - (州内)、年
- (長崎県佐世保市) - (アルバカーキ市)、1966年
- (岡山県津山市) - (サンタフェ市)、1999年

### 一次史料
- Ellis, Richard, ed. New Mexico Past and Present:A Historical Reader. 1971. primary sources
- Tony Hillerman, The Great Taos Bank Robbery and other Indian Country Affairs, University of New Mexico Press, Albuquerque, 1973, trade paperback, 147 pages, (ISBN 0-8263-0530-X), fiction